# 弗拉基米尔·普京
弗拉基米爾·弗拉基米羅維奇·普京（俄语：Владимир Владимирович Путин，羅馬化：Vladimir Vladimirovich Putin，發音：[vlɐˈdʲimʲɪr vlɐˈdʲimʲɪrəvʲɪtɕ ˈputʲɪn] ⓘ；1952年10月7日—），俄罗斯政治人物，出生於列寧格勒（今圣彼得堡），現任俄罗斯总统、国务委员会主席、聯邦安全會議主席、全俄人民阵线领导人。曾任俄羅斯第5、9任总理、俄羅斯第3－4、6－7任總統，第3任統一俄羅斯主席。普京更換職位均沒有離開過權力核心以及其在政府中的聲望極大，故被外界認為是俄羅斯自2000年以來實際上的最高領導人，多次入選《福布斯全球最具影響力人物》。
普京最早任職於苏联国家安全委员会（KGB，克格勃），蘇聯解體後進入俄羅斯聯邦政府工作，並在1999年中獲得時任俄羅斯總統葉利欽任命為總理。在1999年12月31日即將踏入2000年的數小時前，葉利欽突然宣布辭去總統職務，時任總理的普京受命成為代理總統。之後，普京陸續贏得2000年和2004年的總統選舉。由於憲法規定了連任的限制，普京無法參與2008年俄羅斯總統選舉。隨後，普京指定的候選人梅德維傑夫當選了俄羅斯總統。2008年5月7日普京卸任總統後，總統梅德維傑夫提名普京第二度出任總理，繼續掌握國家的實權。2012年普京第三度參選總統選舉且勝出並辞去统一俄罗斯党主席职务，第四度參選2018年大選再度連任，任期至2024年。2020年3月14日，普京簽署由本人提出的《俄聯邦憲法修正案》，使其可再競選2任總統，突破當時受到憲法限制的任期，其修正案原訂於2020年4月22日舉行全國投票，但因為COVID-19疫情而被延後，7月該提案獲得通過。
2023年3月17日，国际刑事法院因战争罪对普京和俄罗斯联邦总统儿童权利专员玛丽亚·利沃娃-别洛娃签发逮捕令。

## 人物生平

### 早年生涯

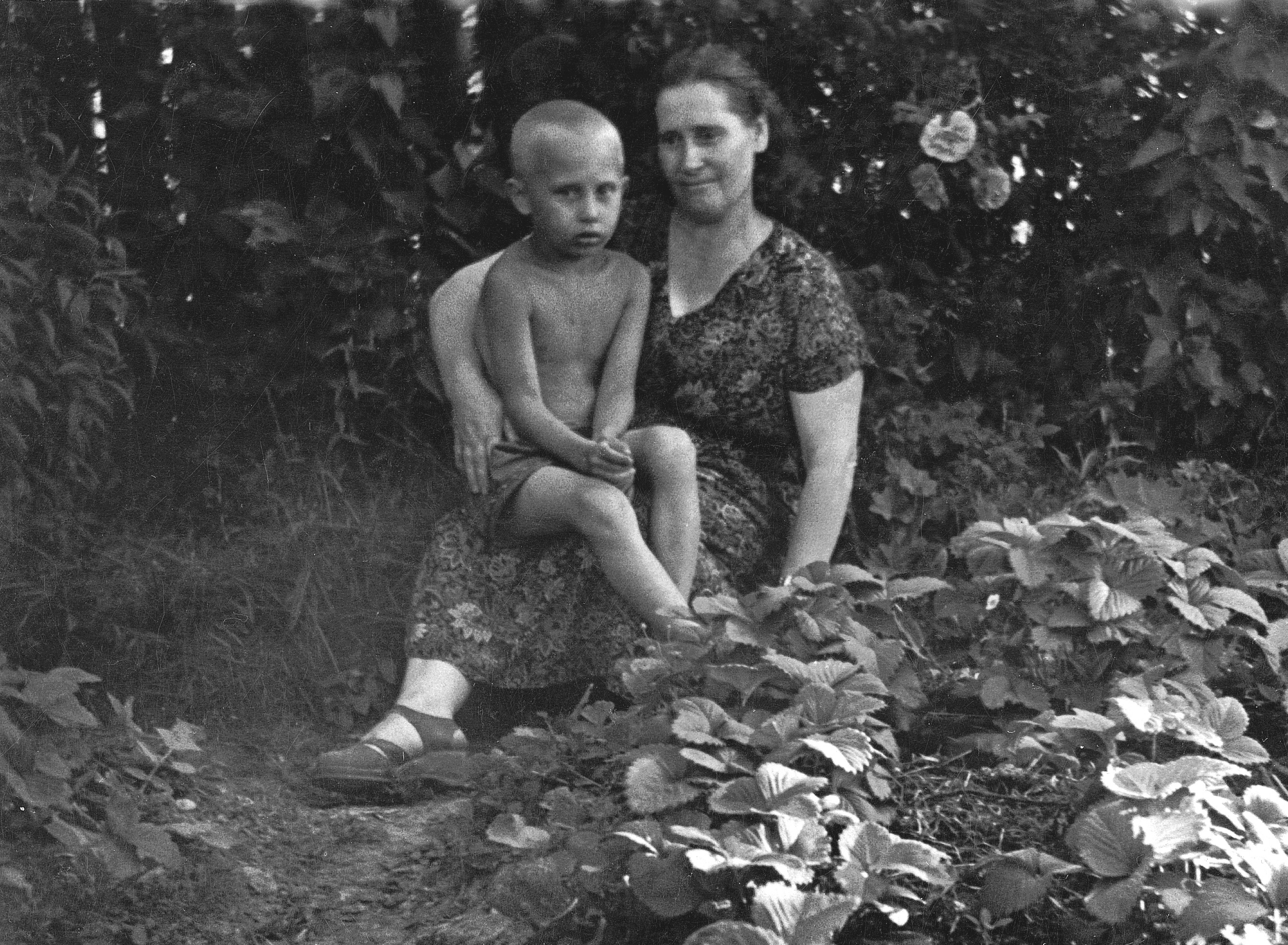
1958年7月，五歲的普丁和他的母親瑪麗亞

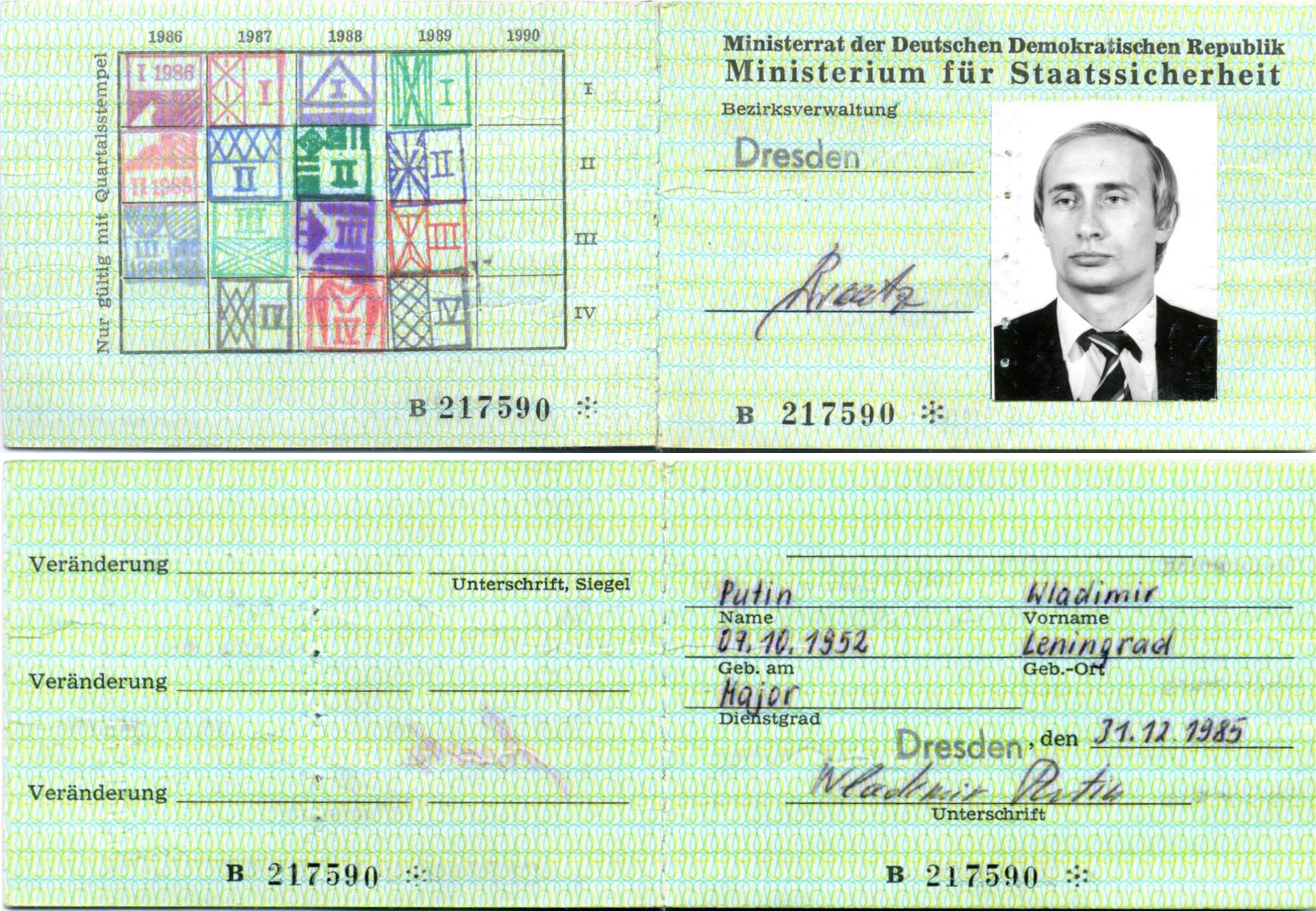
普京在德国德累斯顿担任克格勃联络官时的斯塔西身份证

1952年10月7日，普京出生於列寧格勒第六婦產科醫院。他的傳記《第一人称》（在普京的競選團隊支持下於2000年出版）描述了他卑微的出身。根據這本傳記，普京早年生活在社團公寓中，不斷學習以期擁有像蘇聯電影中的官員們一樣的智慧。
普京的母親瑪麗亞（1911年10月4日—1998年7月6日）是一名工廠女工，而他的父親弗拉基米爾·斯皮里多諾維奇（1911年2月10日—1999年8月2日）則在蘇聯海軍服役。1930年代，普京的父親在一支潛艇部隊中服役，其後他在二次大戰中擔任蘇聯內務部的爆破手。普京的兩個哥哥均出生於1930年代中期，其中一個早夭，另一個在列寧格勒保衛戰中死於白喉。他的祖父斯皮里東曾為列寧和斯大林擔任私人廚師。
普京小時候很頑皮，小學六年級才當上少年先鋒隊隊員。1975年，普京畢業於列寧格勒大學國際法學系，有资格攻讀副博士學位，但是他没有申请继续深造。擁有經濟學，隨後他加入了蘇聯國家安全委員會（簡稱克格勃），並在列寧格勒區工作。這段時間他认识了其後擔任俄羅斯國防部長的伊萬諾夫。他在大學時期加入了蘇聯共產黨，且至今沒有正式宣布過退黨。1976年，普京完成了克格勃的訓練，兩年後他進入了列寧格勒情報機關機要部門。他在此部門工作到1983年，隨後在莫斯科的克格勃學校安德罗波夫学院學習一年。1985—1990年，克格勃將普京派遣到德意志民主共和國（東德）的德勒斯登，普京在當地得到一個次要工作。不過資料顯示，所謂的次要工作其實是間諜任務，普京於東德收集當時西德的經濟諜報。另外，根据2018年解密的一份历史档案显示，普京在东德期间，除为克格勃效力外，也同时为东德情报机关國家安全部（史塔西）工作（当时克格勃与史塔西合作相当密切）。兩德統一後，普京被召回列寧格勒，此後，普京又在列寧格勒大學國際事務系得到一個職位。1991年8月20日，他在克格勃主席克留奇科夫發動八一九事件期間擔任列寧格勒市長索布恰克的特別助理，他與索布恰克市長並肩對抗政變，他擔心萬一政變者獲勝的話他以克格勃官員的身分所做出的行動可能會被看成是瀆職罪，他向索布恰克市長表達出心中憂慮後，索布恰克市長幫他打了電話給克留奇科夫，在電話中與克留奇科夫討論之後決定立刻辭去他在克格勃的職位。

### 从政初期

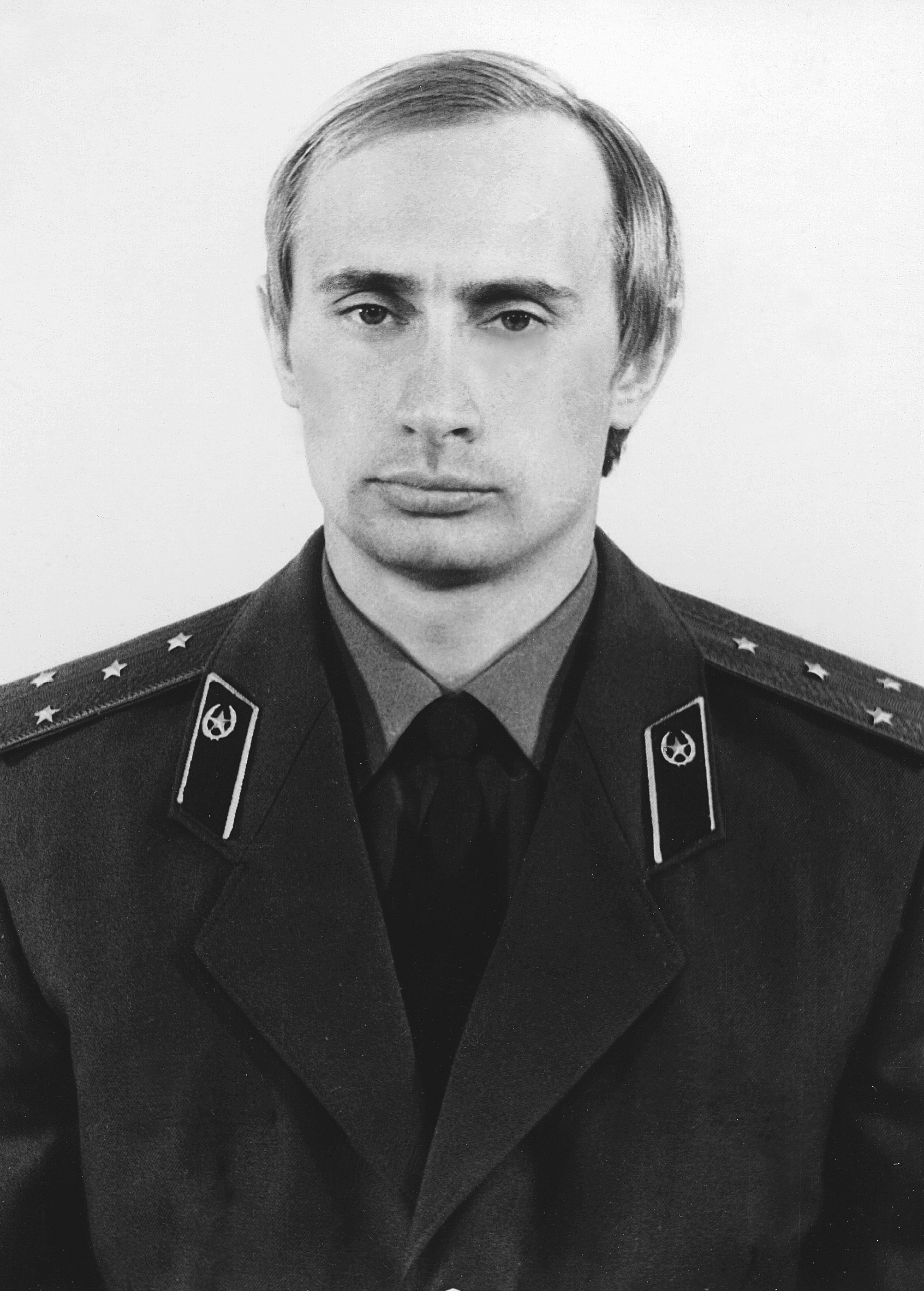
穿著克格勃制服的普京

1991年6月28日，他成为圣彼得堡市市长办公室外事委员会主任，主管对外交流事务、吸引外资和登记商业企业。尽管在任内得到了同僚的高度肯定，但普京仍在市议会的调查中被发现其低估价格以允许出口价值9300万美元的金属，换取从未到达的外国粮食援助。虽然调查人员因此建议解除普京的职务，但是普京仍然担任外事委员会主任直至1996年。从1994年到1996年，他还在圣彼得堡担任了其他政府职务。
1994年3月，普京被任命为圣彼得堡政府第一副市长兼外事委员会主任，成为索布恰克市長的左膀右臂深受重用。1995年5月，他组织了由总理切爾諾梅爾金创立的党派“我们的家园—俄罗斯”在圣彼得堡的分支机构，并管理该党的议会选举工作，从1995年至1997年6月，他担任该党圣彼得堡市党部的领袖。
1996年索布恰克在市长选举中落选，副市长雅科夫列夫当选市长。普京不愿留在圣彼得堡工作，透过自己的同乡、当时担任叶利钦总统办公厅主任的丘拜斯来到莫斯科任职。1996年6月至1997年3月，他在鲍罗廷任局长的俄罗斯联邦总统事务管理局担任副局长。任职期间，普京负责政府在外国的资产，并组织将苏联政府的原有资产转移给俄罗斯联邦政府。
1997年3月26日，普京被叶利钦任命为俄罗斯总统办公厅副主任（至1998年5月）兼资产管理局局长（至1998年6月）。1998年5月25日，普京再次升任分管地方经济的俄罗斯总统办公厅第一副主任。1998年3月29日，叶利钦解除了俄罗斯联邦安全委员会秘书尼古拉·博尔久扎的职务，任命普京接任（至1999年）。1998年7月25日，普京被提升为俄罗斯联邦安全局局长，主管俄罗斯的情报工作，并再次回到原克格勃系统。

### 首任總理

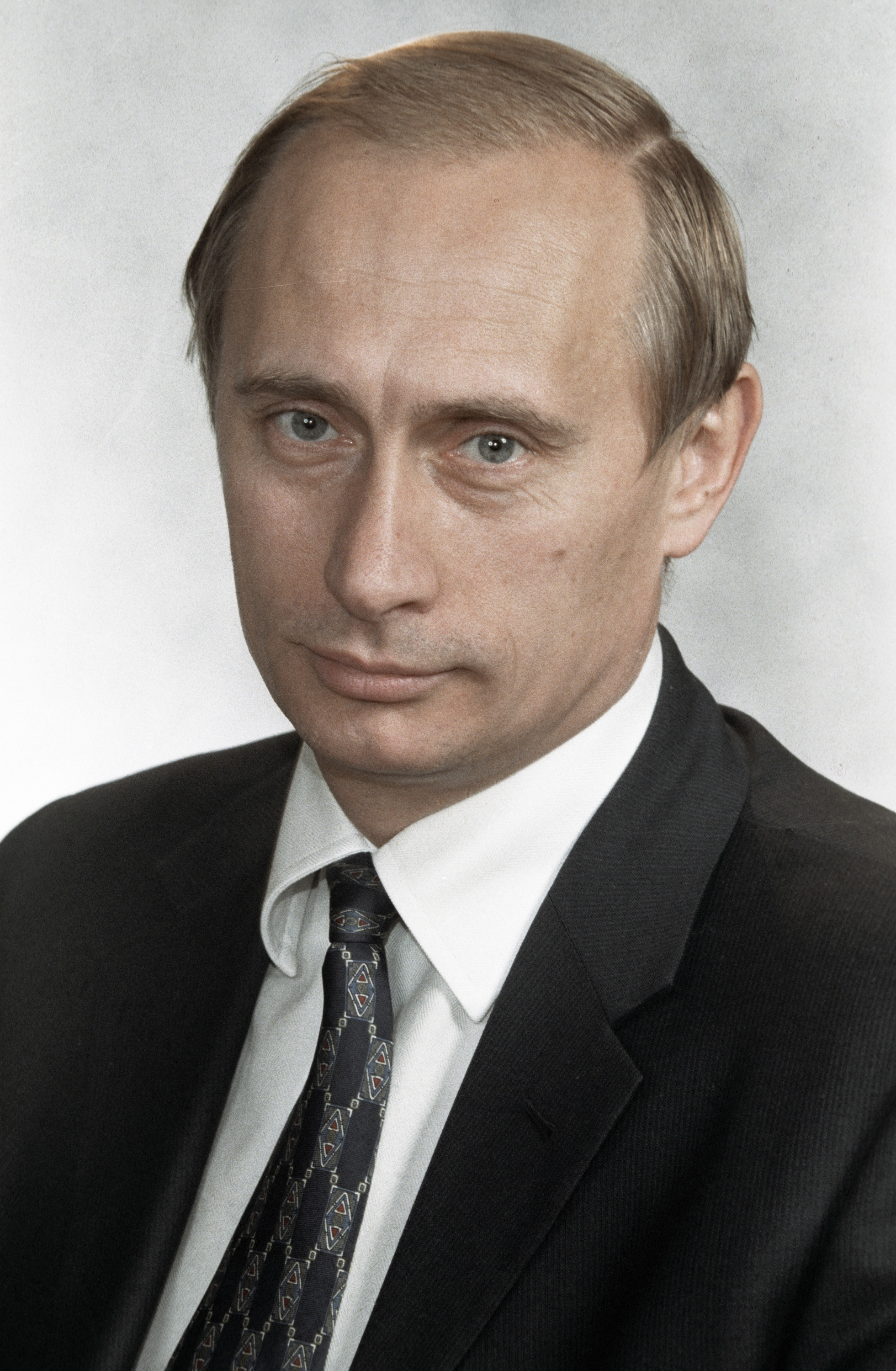
1998年，普京出任俄羅斯聯邦安全局局長

1999年8月9日，时任總理斯捷帕申領導的政府因应对车臣问题不力倒台，俄羅斯總統葉利欽指定普京出任代理總理兼第一副總理。葉利欽公開希望普京能夠繼承他的衣缽，普京也宣佈接受臨危受命。8月16日，國家杜馬以233票通過普京出任總理（84票反對，17票棄權）。由於葉利欽在一年來換了四任總理，公眾並不對當時默默無聞的普京有所期待，認為他只不過是葉利欽下台前過渡時期的看守內閣總理。普京的主要對手盧日科夫等人當時已經開始了競選活動，且致力打擊普京，避免他成為葉利欽的繼承人。然而，普京堅持法律與秩序的公眾形象，以及他對車臣衝突的堅決態度，最終使普丁成為了超高人氣的總統候選人。
普京對車臣分離組織的恐怖活動，始終十分有企圖心與重视擊敗車臣。1999年底，在利用車臣分離主義分子進入鄰近的達吉斯坦共和國時，時任總理普京馬上以此為藉口下令還擊，甚至可能藉由操作1999年俄羅斯公寓樓爆炸案不惜來達到目的，他在視察達吉斯坦時發表了要將恐怖分子「淹死在馬桶裡」的言論，更成功引起極大反響。12月31日，時任代總統普京訪問了車臣的俄軍官兵，這極大地提升了普丁的公眾的形象。後來車臣首度被重新攻下，車臣事件得到解決（2003年，車臣新憲法規定車臣是俄羅斯的一部分，此事方才緩和）。當時普京是無黨籍，但他支持的政黨團結在1999年國家杜馬大選中贏得了23.32%的票數，在所有黨派中位列第二名，其政黨聯盟更占有多數席次。至此，普京已成為2000年俄羅斯總統選舉中勝算最高的候選人。

### 首任總統

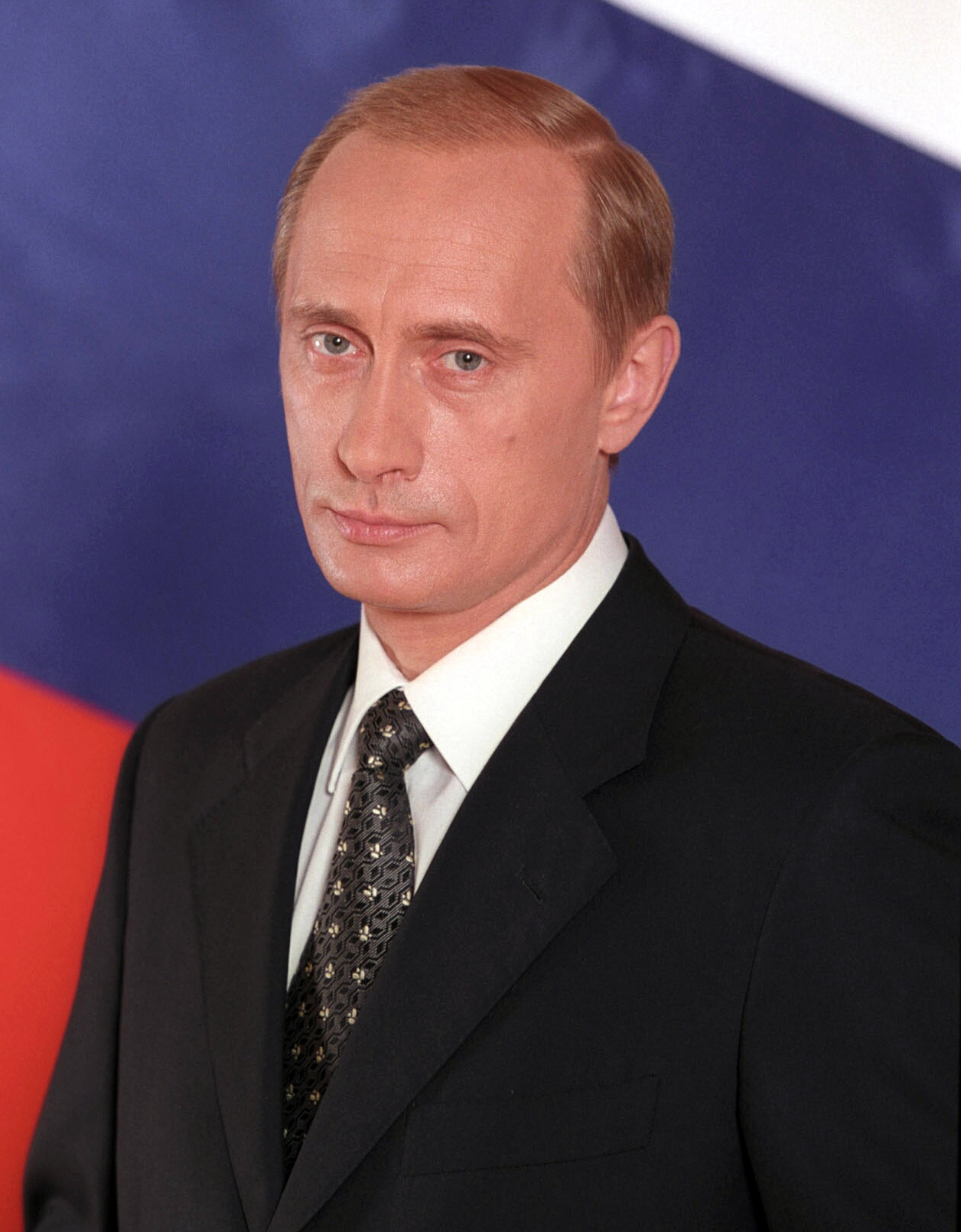
普京初任總統時的官方肖像

1999年12月31日，葉利欽突然宣布辭職，普丁根據俄羅斯聯邦憲法規定出任代總統。根據葉爾欽女兒塔季揚娜事後的說法，普京當時並不希望接班總統，反而希望葉利欽能把總統任期完結。原定於2000年6月舉行的俄羅斯總統大選提前到3月26日。大選的提前使反對黨派無法充分做好準備，由執政黨控制的大部分媒體起到了極大的作用，而普京實際掌權也削弱了反對派的力量，由此普京在隨後的大選上獲勝。
2000年10月，普京通過了俄羅斯國歌修改法案，將國歌曲調修改為1991年前蘇聯國歌的曲調，但配上了不同歌詞。
2001年2月12日，普京簽署了一項法案，規定國家保護前總統與他們的家庭。這主要是因為1999年前總統葉利欽與家人被懷疑參與等腐敗行为。

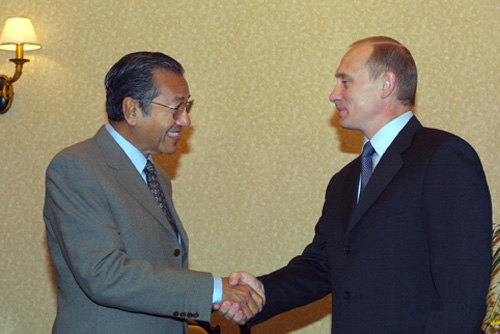
2001年10月，普京到上海参加亚太经济合作组织第9次领导人非正式会议，与马来西亚首相马哈迪会面

2004年3月14日，普京成功連任總統，在執政黨所控制的絕大部分媒體的影響下，得到71%的絕對多數票。在他的第二屆總統任期中，西方人士廣泛抨擊他對新聞自由的打壓。前俄羅斯總統葉利欽也曾在2004年反對普京修憲更改俄罗斯议会结构。與此同時，2005年俄羅斯執政黨所控制的媒體聲稱，82%的俄羅斯人同意新聞審查。對這一調查，社會學家們認為俄羅斯人所同意的是對倫理方面有爭議的內容進行限制，而非對政治內容的限制。
2004年9月13日，在貝司蘭人質事件後，普京建議原由地方選舉產生的州長改由聯邦總統提名人選，再交由地方議會表決。普京亦加大了對恐怖主義的打擊力度，尤其是加重了對政府官員包庇恐怖分子的懲罰。普京說，俄羅斯有權力「從恐怖分子的藏身所中逮捕並消滅他們，且若有必要，可以在國外逮捕。」
主要由普京支持的統一俄羅斯黨在普京任期内亦多次表達對普京及其思想的認同。2006年12月，統一俄羅斯黨第七次代表大會通過綱領《我們選擇的俄羅斯》，歸納並聲明了普京思想為該黨的指導思想。這一聲明中的主要戰略均與普京的政策一致，且與普京的「國情咨文」内容基本思想相同。
由於俄羅斯憲法對總統任期的限制，普京無法參與2008年總統大選。2007年，普京在接受八國集團記者採訪時認為，「5到7年的總統任期是完全可以接受的」，暗示他可能通過修改憲法延長總統任期。2007年國家杜馬選舉上大勝的統一俄羅斯黨主席也發表意見說，普京不會修改憲法。
然而憲法沒有限制一人當選總統的次數，因此普京可能會在2012年繼續角逐總統位置。普京亦可在大選前宣布辭職，然後參與競選。一些媒體還認為，普京可能選擇指定接班人後離開，並繼續操縱俄羅斯政治局勢，然而，2007年2月1日，普京公開否認這一可能。他說：「我不會指定繼承人。俄羅斯聯邦的總統將會通過大選公正生成。」
2007年12月，統一俄羅斯黨等黨派推舉梅德維傑夫為下任俄羅斯總統，普京表示同意。
2007年時，普京被《时代》雜誌选为当年的年度风云人物。

### 再任總理

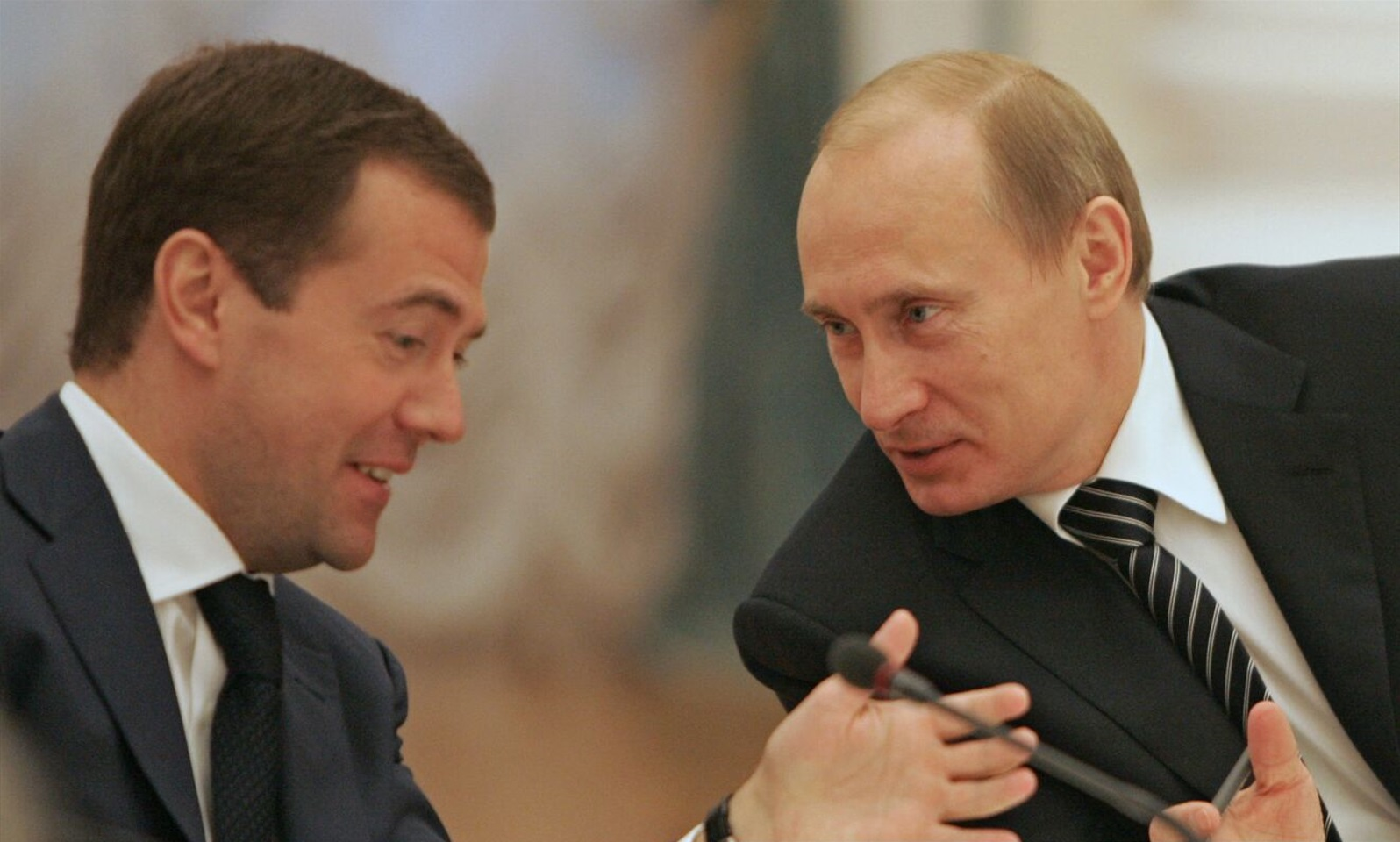
2008年3月，普京與候任總統梅德維傑夫

2007年12月，梅德維傑夫被統一俄羅斯黨等政黨推舉為普京的接班人，普京對此表示同意。普京說：「我完全支持這一提名。」大多數普京的支持者隨後表達將接受普京的選擇。在被普京指定為接班人后，梅德維傑夫任董事會主席的俄羅斯天然氣工業股份公司股價當天上漲2.7%。
在得到總統提名後，梅德維傑夫表示要提名普京為俄羅斯總理。梅德維傑夫說：「保持现任总统组建班子的工作能力同样重要。我认为，普京继续留在执政权力机关最重要的总理位置上，对我们的国家非常重要。」公正俄羅斯黨中央理事会主席团秘书巴巴科夫則说：「当然，首先应该等待总统对梅德韦杰夫的建议做出回应。但是我认为，普京当总理对国家有利。」普京對於擔任總理一事亦曾說，如果政黨能够取得压倒性的胜利，自己也找到了名副其实的接班人，就同意未来出任政府总理。
一位俄羅斯政治人物認爲，普京試圖以梅德維傑夫作出妥協與讓步，在這之後，他便可以空出一段時間休整；假使普京願意出任下屆總統，梅德維傑夫將會二話不説將機會給他。俄共領袖久加諾夫則認爲，俄羅斯與白俄羅斯之間關係日益密切，假若某天兩國合併，普京有可能繼續出任總統，使憲法成爲一紙空文；久加諾夫說：「梅德維傑夫，這位普京自己選定的接班人出任總統一年後，俄羅斯便有可能與白俄羅斯合併，屆時普京仍有可能出任總統，那將是俄羅斯的大不幸。」
2011年9月24日，俄罗斯总统梅德韦杰夫在统一俄罗斯党代表大会上说，他提议由现任总理普京参加将于2012年3月举行的总统选举，此举被认为是普京试图重新掌权俄罗斯的标志。

### 再任总统

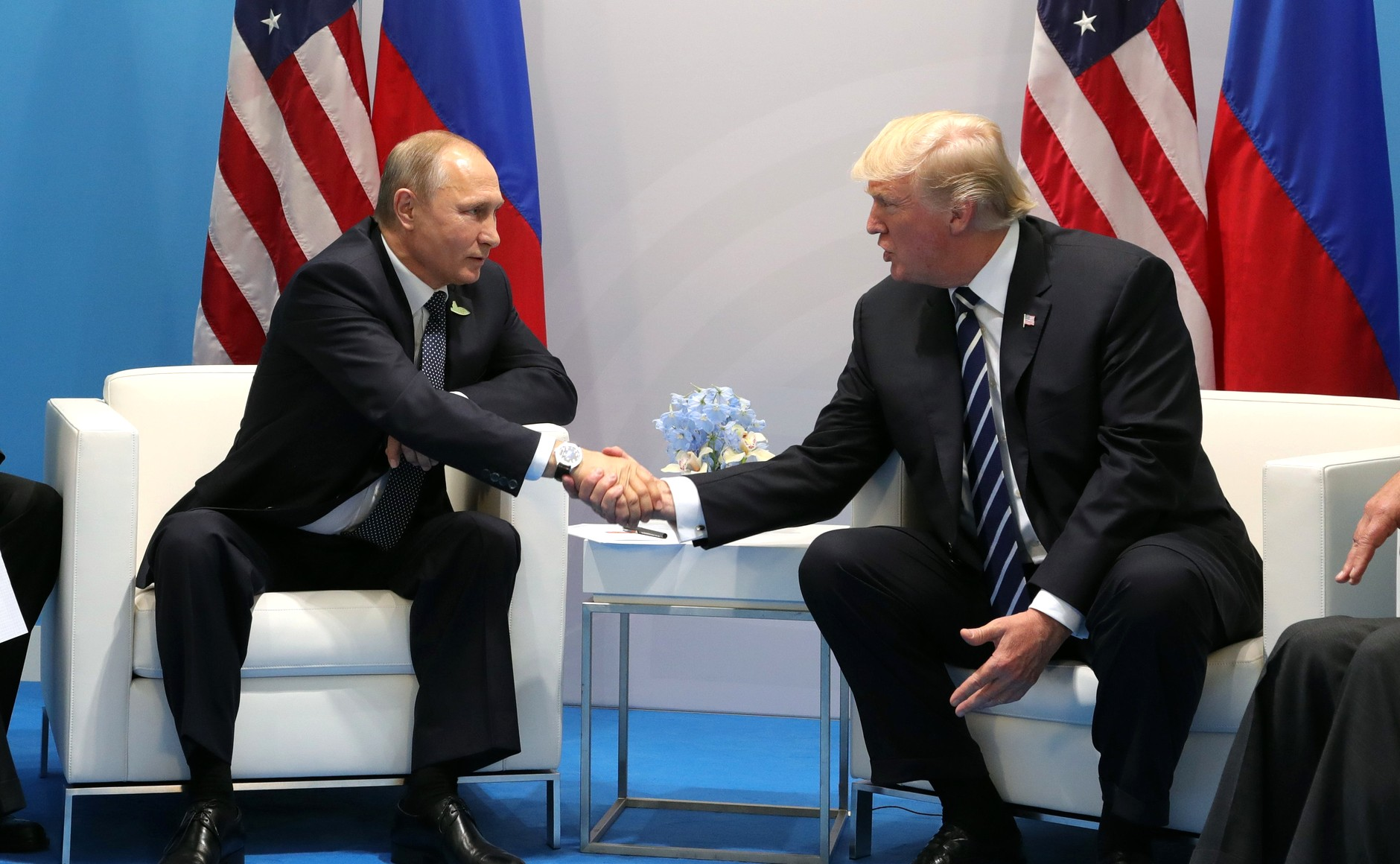
2017年7月7日，普京在2017年二十國集團漢堡峰會會見美國總統川普

俄罗斯宪法规定，每届总统最多连任一次。2008年11月，俄罗斯国家杜马通过总统梅德維傑夫提交的关于延长总统和议员任期的提案，修改俄罗斯宪法，将总统任期从4年延长至6年，将国家杜马议员任期从4年延长至5年。分析認為，梅德維傑夫修改憲法，是為普京再任總統鋪路，同時延长总统任期，代表普京將來若再次參選，可能會再執政12年。
普京由1999年出任總理，2000年首次当选总统，2004年成功连任，2008年卸任總統後，他出任统一俄罗斯党主席兼政府总理，確立半總統制，並代表其繼續掌握國家的實權。之後普京在2012年第三次当选总统，代表他將可能執政至2024年。
普京在2012年俄罗斯总统选举中得票率为63.6％。在其他4名总统候选人中，俄罗斯共产党中央委员会主席久加诺夫的得票率为17.18％，独立候选人普罗霍罗夫的得票率为7.98％，自由民主党主席日里诺夫斯基的得票率为6.22％，公正俄罗斯党领导人米罗诺夫的得票率为3.85％。中央选举委员会会议一致通过的决定确认，总统选举成立并有效，普京当选俄罗斯第四任总统，任期將由2012年5月7日至2018年5月7日。2012年3月5日，俄罗斯中央选举委员会主席丘罗夫宣布，统一俄罗斯党领导人、现任总理普京在首轮投票中获得63.75%选票，直接胜出，当选总统。这将是普京第三任总统生涯。
2016年俄羅斯國家杜馬選舉，普京由於併吞克里米亞等事蹟，所在的統一俄羅斯黨得票大幅成長，議會席也暴增105席達到343席，另一結盟政黨俄羅斯自民黨也有所得票增加，兩者佔據絕對壓倒性優勢。

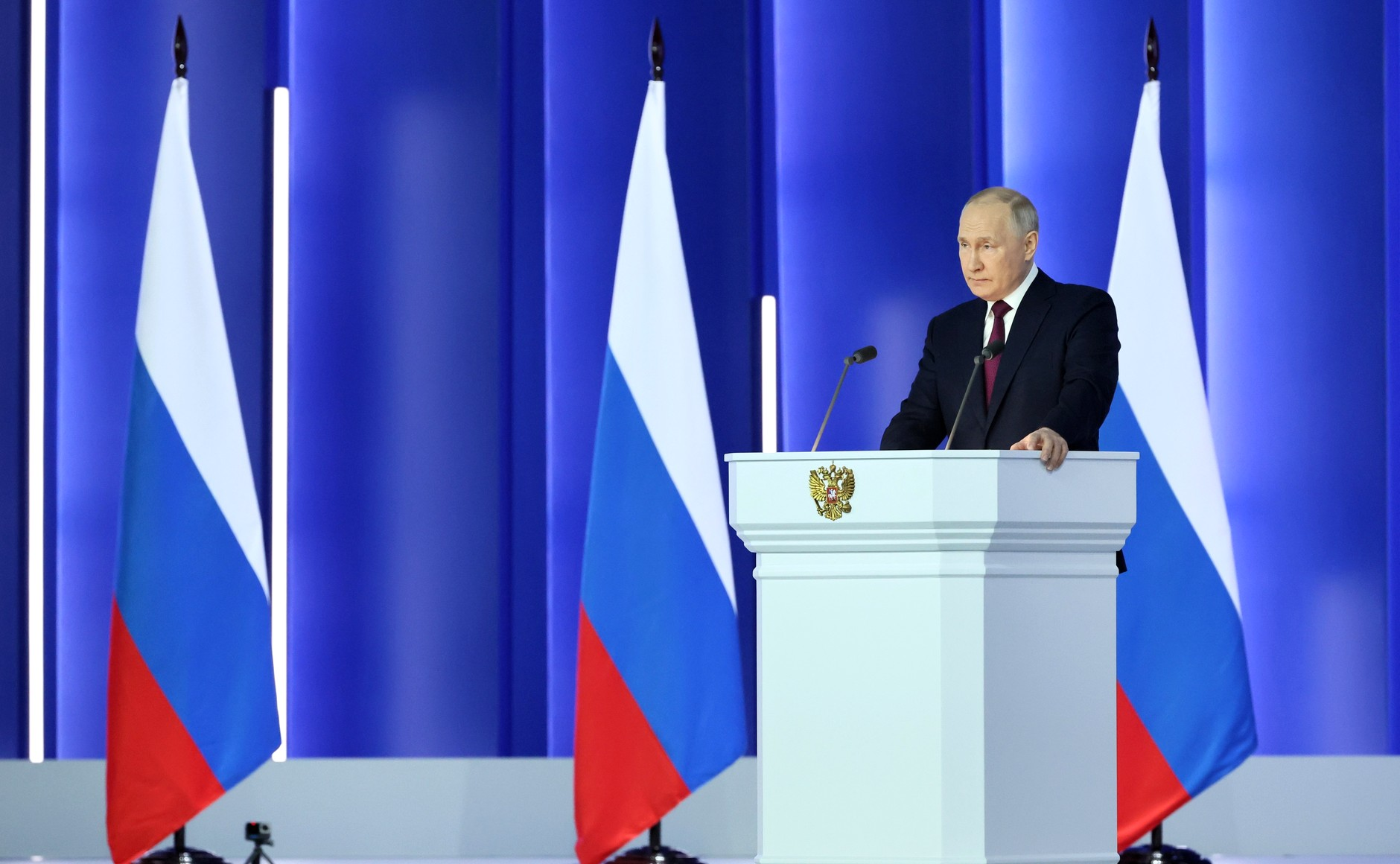
2023年2月21日，在俄罗斯国家杜马发表演讲的普京。

普京参加2018年俄罗斯总统选举，并以76.67%的支持率在选举胜出，获得连任，任期六年，他並将会执政至2024年5月7日。自上次总统选举以来，普京的民意支持率一直高于80%。
2020年3月15日，普京指导国务委员会成立特别工作小组，负责应对COVID-19疫情，由莫斯科市长索比亚宁担任负责人。之后普京在新奥加廖沃办公室远程工作，每天接受病毒检测。3月25日，普京宣布原定4月22日举行的修宪公投因疫情推迟。次年6月，普京表示自己已全程接种俄产卫星V号疫苗。9月，因身边人病毒检测阳性，普京进行自我隔离。
2021年4月5日，普京签署了一项宪法修正案，将既有的总统當選次數從零重新計算，允许他本人再参加两届总统竞选，使他的总统任期可能将延长至2036年。2023年，普京透露必然參選2024大選，意圖連任第三屆。2023年12月18日，普京到訪中央選舉委員會，提交登記為俄羅斯聯邦總統選舉自我提名候選人的文件。2024年3月18日，普京以88%的得票率連任他的下一屆六年任期。

## 任内施政

### 改革
普京擔任總統期間的主要政治改革如所得稅改成13％、降低利潤稅稅率，以及制定新的土地政策和法律條文，利用他擅長的特工施政手段，確保政權的穩定。普京在位期間遇上史上最高油價，俄羅斯受惠於石油出口，賺進大量資金，使俄國的軍事與政治實力得以在蘇聯瓦解後稍稍恢復，政治以都獲得了穩定發展。普京在施政與管理方面遭到很多爭議，被評價為「鐵腕總統」。在他的管理下，任內吸引許多外匯公司進駐俄羅斯，但國際原油價格反轉下跌後又呈現經濟疲態。總體而言，在普京任內國內生產毛額上升將近72%，購買力平價也上升6倍左右，俄羅斯國內的貧窮人口亦減少一半，平均月薪從80美元增加至640美元。有分析人士形容普京的經濟改革，令人印象深刻。

### 外交政策
在外交方面，普京試圖恢復俄羅斯在蘇聯時代的超级大国地位，並取得了一定成功。例如，2007年慕尼黑會議上，普京指責華府在國際事務上的專橫，並聲稱美國在國際事務上「毫不遮掩地使用強權」。此外普京還說：「沒有人會感到安全。沒有人會認為国际法是一堵能保護他們的牆。美國的政策正在激發世界範圍內的军备竞赛。」
普京指出，理想的世界秩序應是「一個公正、民主的世界秩序，它能保證所有人的安全與財富，而非少數人的。」他在鈾開發控制和防止太空軍備中起到了重要的作用。2007年1月，普京在採訪中說，俄羅斯主張民主與多極化的世界秩序，且支持鞏固國際法系統。

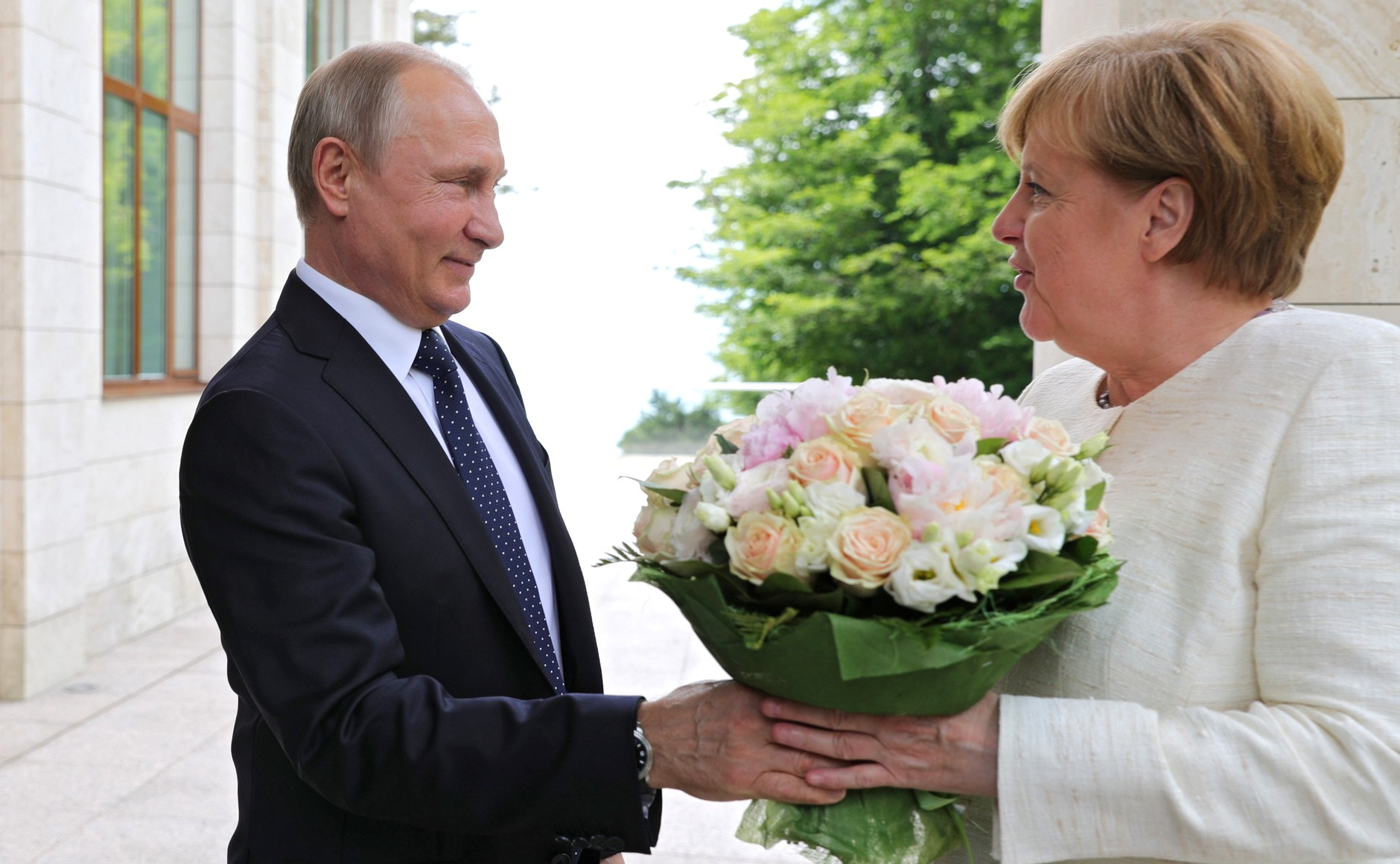
2018年5月18日，普京在索契會見德國總理梅克爾

與此同時，普京領導下的俄羅斯也和歐盟、美國等西方國家締結戰略關係。因此，俄羅斯已成為八國集團的成員，且於2006年出任主席國（2007年交由德國擔任）。

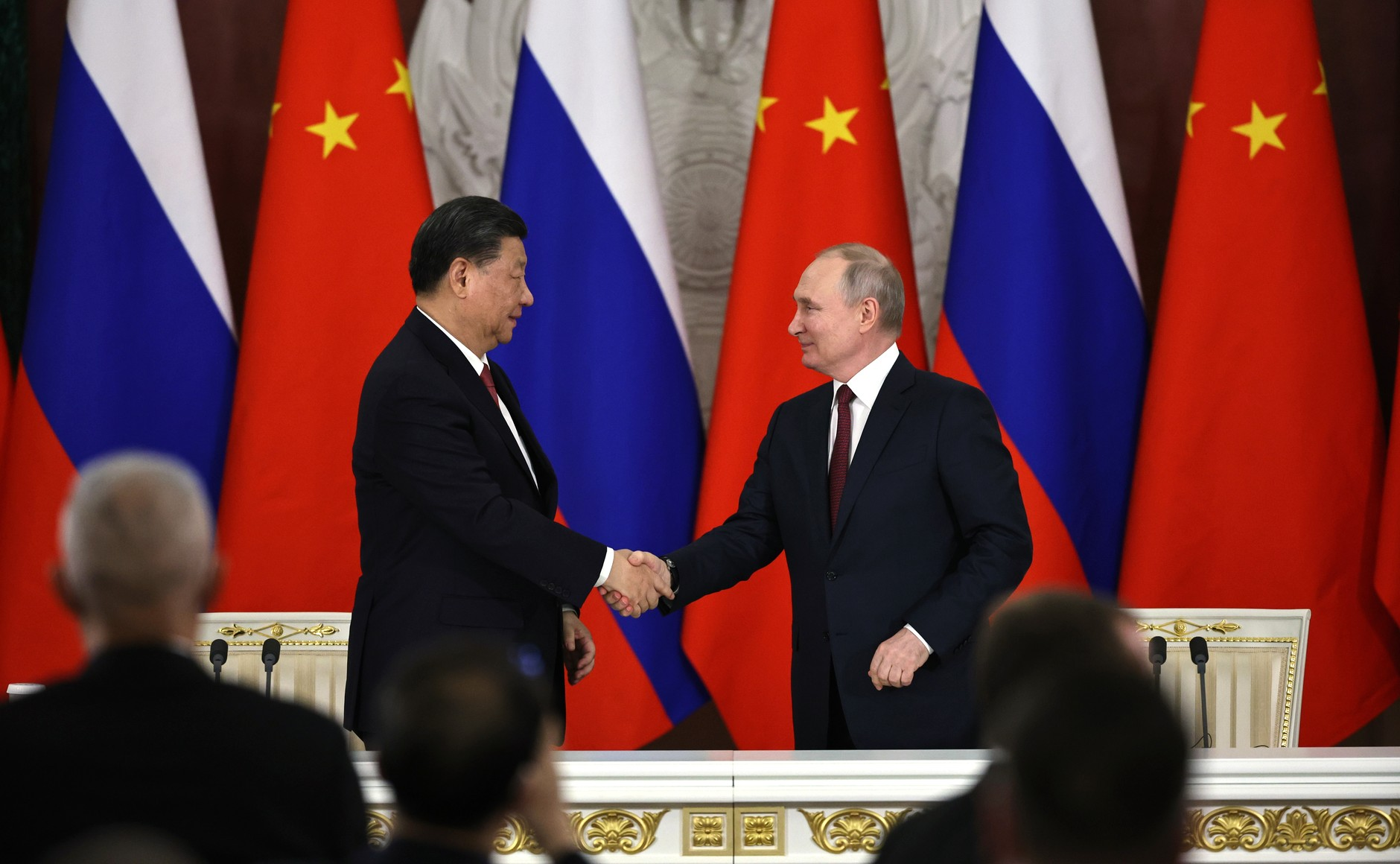
2023年3月21日，普京会見中共中央总书记兼中国国家主席习近平

普京也關注亞洲事務尤其關注中华人民共和国與印度的動向。近年来，普京积极发展与中华人民共和国的关系。2022年2月4日，俄罗斯联邦总统普京访华并出席第24届冬季奥运会开幕式，中华人民共和国和俄罗斯联邦發表联合声明，指出两国友好没有止境，合作没有禁区。
普京在外交事务中也并非一味反西方，而是经常与西方国家合作，2011年3月17日，普京与梅德韦杰夫所領導的俄罗斯政府在联合国安理会关于制裁利比亚卡扎菲政权的联合国安理会第1973号决议投票中，跟中华人民共和国一起投了弃权票，未反对美国提出的加大对卡扎菲政权制裁力度的要求。早在当年5月卡扎菲政权与反对者交战正酣、难分胜负之时，俄罗斯外交部长拉夫罗夫便表示承认得到美国给予的武器援助的利比亚反对派政权——利比亚全国过渡委员会为合法对话伙伴。而当利比亚全国过渡委员会刚刚夺下首都的黎波里，卡扎菲还在坚持抵抗时，俄罗斯便在2011年9月1日就正式承认得到西方各国支持的“过渡委”成为利比亚唯一的合法政权。当俄罗斯在卡扎菲还在继续抵抗时便相继承认“过渡委”为利比亚唯一合法政府之后，利比亚全国过渡委员会控制的石油公司的发言人通过电话向道琼斯通讯社表示：“那些曾经长期支持卡扎菲政权、对利比亚全国过渡委员会采取敌对立场的国家，今后在利比亚将难以获得新的石油勘探特许权，这些国家包括印度、中国和俄罗斯。”。

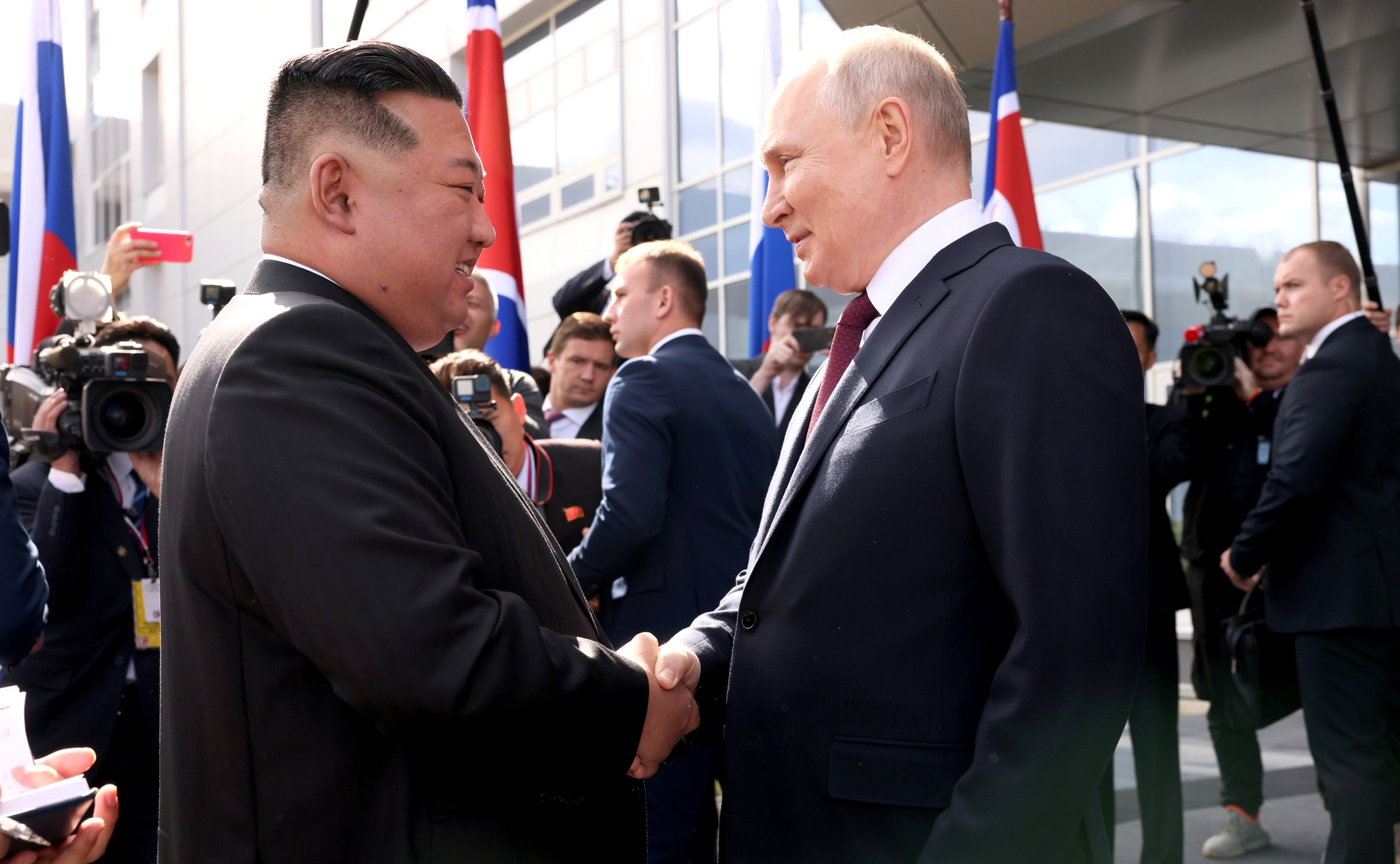
2023年9月，朝鮮勞動黨總書記金正恩訪問俄羅斯與普京會談

2000年7月19日，普京首次访问朝鲜，与朝鲜劳动党总书记金正日举行会谈，恢复了因1990年苏联与大韩民国建交而中断的朝俄關係。
2006年10月14日，因为朝鲜成功进行了第一次核试验，中美俄三國一起在联合国安理会投赞成票，使联合国安理会15个理事国一致通过谴责并制裁朝鲜的联合国安理会第1718号决议，2009年朝鲜第二次核试验成功，中美俄三國再次一起在联合国安理会上赞成票，通过谴责并制裁朝鲜的联合国安理会第1874号决议，2012年与2013年，中美俄三國一起在联合国安理会上投赞成票，通过谴责并制裁朝鲜发射人造地球卫星光明星三号与进行第三次核试验的相关决议。2010年11月23日，俄罗斯外交部长拉夫罗夫通过记者会谴责朝鲜炮轰韩国领土延坪岛，之后于11月25日再次谴责朝鲜对美国盟友韩国的炮击，称：“不能将韩国进行射击训练与朝鲜炮击平民居住的韩国领土相提并论。重要的是延坪岛事件造成人员伤亡。”

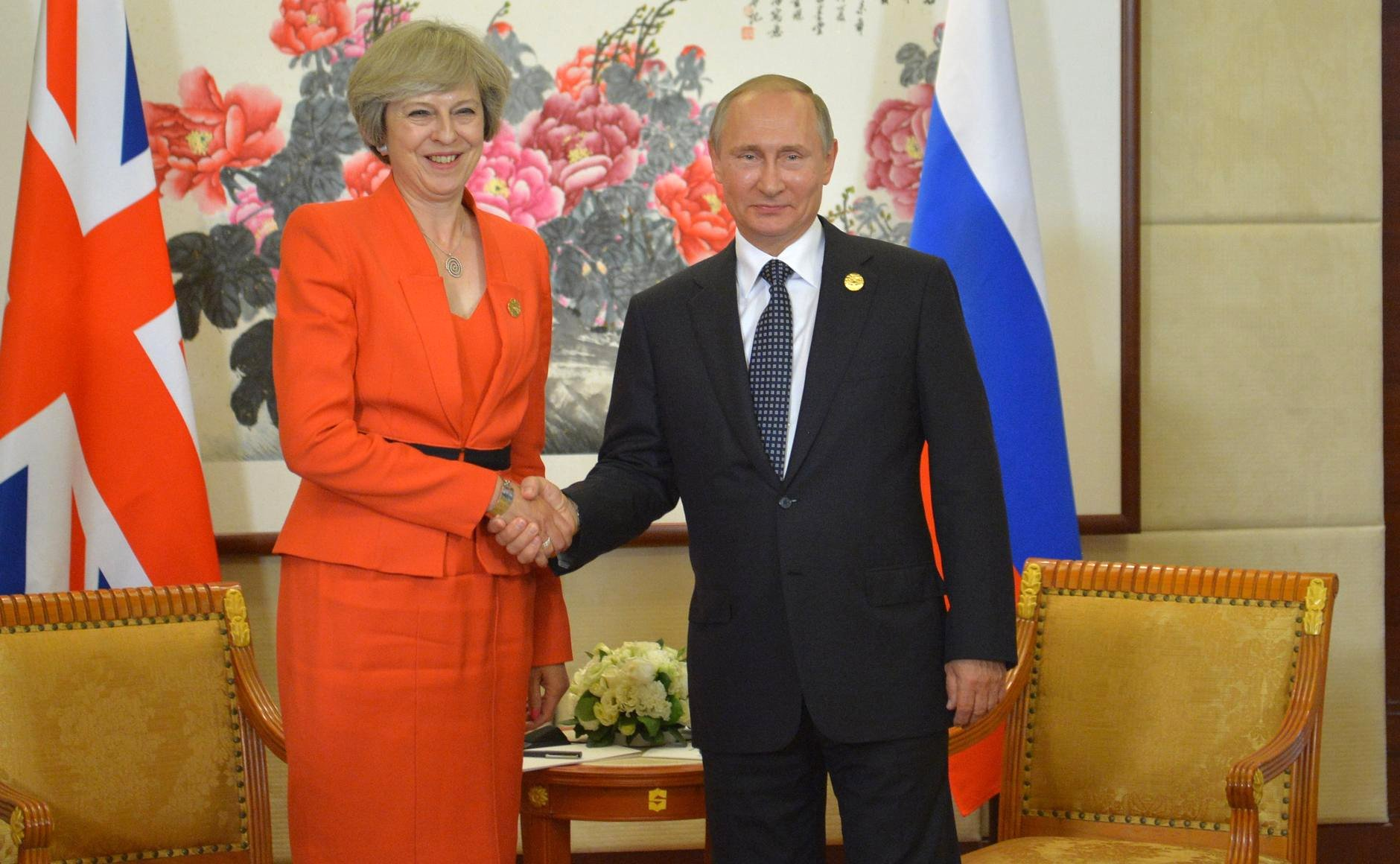
2016年9月4日，普京在2016年二十國集團杭州峰會會見英國首相文翠珊

一些西方政治人物長期指責普京的極權主義傾向。儘管普京與美國前總統布希、英國前首相布萊爾、德國前總理施羅德等人保持友好關係，但繼任德國總理梅克爾與普京的關係並不理想。2005年，普京與德國總理施羅德對俄羅斯與德國之間的一條天然氣管線的建築事宜進行了磋商，同年，施羅德參加了普京在聖彼得堡舉辦的53歲生日宴會。然而，俄羅斯與英國的關係卻不容樂觀：2006年底，逃亡英國的前俄羅斯特工利特維年科中毒身亡一事，極大地惡化了俄英關係。此外，普京也多次試圖與獨聯體國家建立良好的外交關係。普京與歐盟、北約等西方組織都積極拉近與中、東歐各國（尤其是波羅的海各國）的關係。
2004年烏克蘭總統大選前，普京兩次訪問烏克蘭以表示他對烏克蘭總理亞努科維奇的支持。選舉結果揭曉前，普京還特地為亞努科維奇「幾乎可以確信的勝利」致賀信。普京對於親俄羅斯的亞努科維奇的支持被廣泛批評為干涉烏克蘭內政。此外同屬前蘇聯加盟共和國的格魯吉亞與摩爾多瓦還批評了俄羅斯政府對兩國分離主義分子的支持。俄羅斯與波羅的海國家的外交關係亦處於緊張的狀態中，而愛沙尼亞對俄羅斯的批評也使兩國外交關係進一步僵化。值得注意的是，普京的父親曾在二戰一次爆破任務中險些於愛沙尼亞被殺害，有學者認為這是普京對愛沙尼亞態度冷淡的一個原因。
2001年，美國九一一事件發生後，普京同意在中亞成立合作軍事基地。這一決定不僅使俄羅斯民族主義人士感到吃驚，亦使俄國國防部長感到驚訝。2003年，俄羅斯聯同中國和法國反對美國在未取得聯合國安理會同意和授權的情況下入侵伊拉克。開戰後，美國總統布什要求取消對伊拉克的制裁，普京支持取消制裁，並認為聯合國應該先完成對伊拉克大規模殺傷性武器的調查。
慕尼黑演說後，大西洋兩岸爆發了對普京的討論。2007年，在衛國戰爭勝利62周年紀念日上，普京說：「我們的威脅並未減退。相反，它們正在慢慢轉變，披上一層面紗──而新形成的威脅要在世界建立一個與納粹德國無異：草菅人命、剛愎自用、集權獨裁的政權。」有評論認為，這是將美國與納粹德國相比較。在2007年舉辦的第33屆八國峰會前夕，波蘭政治家的妻子、美國記者艾普鲍姆寫道：「不管是威脅與愛沙尼亞打信息戰、威脅斷絕立陶宛的資源供給，還是禁運格魯吉亞酒和波蘭肉資源，這一切都有力地證明了，他（普京）近年來準備將俄羅斯的影響力擴大到前蘇聯加盟共和國──而完全不顧這些國家自己的感受。與此同時，一個事實也越來越清楚：與其將西方國家視作貿易與政治的伙伴，他更傾向於以冷戰的老思維將它們視為眼中釘、肉中刺。」
普京從始至終一直反對美國在歐洲建立導彈防御系統的計劃。為警示美國總統小布殊，普京於2007年6月7日與捷克簽署協議，允許捷克使用阿塞拜疆的前蘇聯雷達，以免去另行修繕的費用。普京亦聲稱已準備好重修1985年的前蘇聯導彈預警系統。儘管各國預計俄羅斯會在波蘭建立攔截系統，普京卻指出在必要情況下會尋求與俄友好的北約成員國土耳其援助。此外普京還聲稱，俄羅斯會接受其他歐洲國家的參與請求。

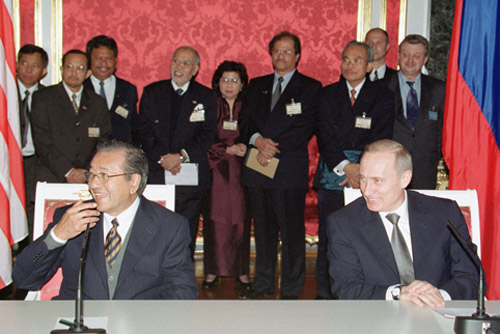
普京和马来西亚首相马哈迪在莫斯科的一场新闻发布会上（2002年3月14日）

### 核問題政策

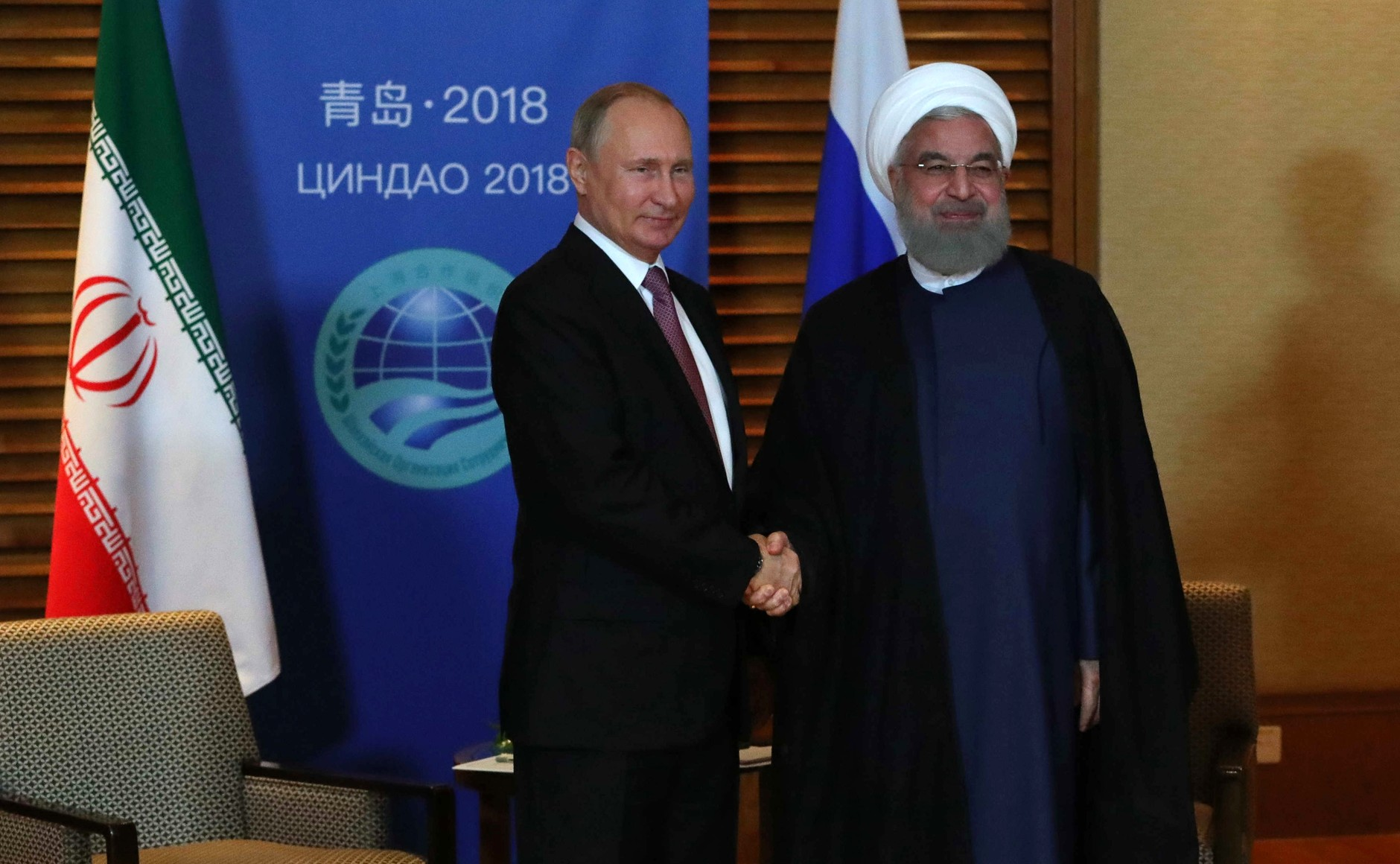
2018年，普京在上海合作組織青島峰會會見伊朗總統魯哈尼

作為唯一一個曾與伊朗就核研究問題合作的國家，俄羅斯被認為是伊朗問題中的關鍵，具有「牽一髮而動全身」的決定性地位。儘管俄羅斯曾與伊朗關係密切，並試圖利用伊朗牽制美國等西方國家，但普京並不支持伊朗核計劃。雖然俄羅斯幫助伊朗建設布什爾核電站，但伊朗在核研究方面卻主要依賴巴基斯坦。普京不僅多次表態不支持核擴散，且在八國集團會議上也簽字反對。
而至於朝鮮，俄羅斯在建國後便對其冷淡，轉而支持韓國。普京上任以來，不僅多次訪朝，且化解了朝韓之間潛在的戰爭危機。此外，普京曾對朝鮮表態，願意幫助朝鮮緩解經濟問題。2002年朝核問題再度浮現以來，俄羅斯多次尋求加入會談，並最終如願以償。2006年，朝鮮進行核試爆。普京在獲悉後，當即表示譴責朝鮮核試驗，並召集了六國會議中的五國，討論朝核問題。總的來講，可以說普京對核擴散問題持堅決反對的態度。

### 俄日領土問題

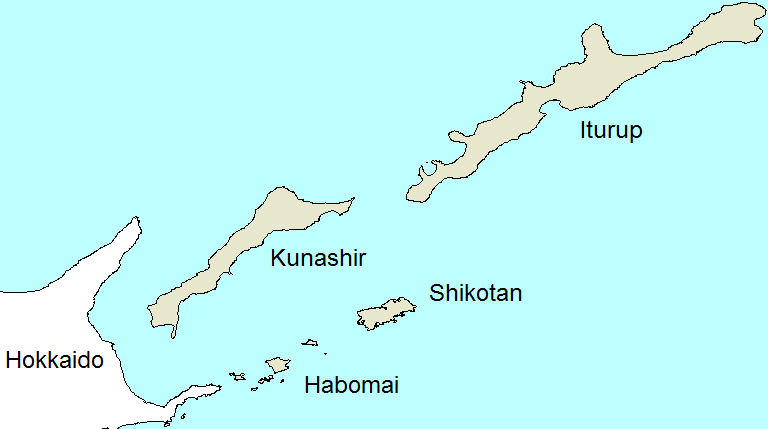
南千岛群岛是日俄談判中的關鍵點，A及B的為日蘇聯合聲明中，俄方同意歸還四島中較小的齒舞群島及色丹島

2000年5月7日，普京正式出任俄羅斯總統，便致電與其有交情的日本首相森喜朗，希望雙方進行會談。剛上台便陷入政治危機的森喜朗當場同意，希望以會談解決兩國領土問題，獲得政治資本。然而普京態度堅決，同年9月訪問日本時拒絕了森喜朗執行川奈提案的要求。普京提出先行締結中間性條約，亦被森喜朗拒絕。雙方經過談判後，於2001年3月共同宣布通過1956年日蘇聯合聲明。然而，森喜朗內閣當時的支持率已下降到9%，且已有要求其下台的呼聲。同年4月，由於依靠俄羅斯反戈一擊的希望已破滅，森喜朗就任僅一年便被迫下台，由強硬鷹派的小泉純一郎拜相。
2003年，由於小泉純一郎多次以「內閣總理大臣」官銜多次參拜靖國神社（中國大陸認為首相只允許以私人名義參拜，不得簽署官銜），導致日本與中國大陸出現外交僵局，小泉決定訪問俄羅斯尋求支持。在這次訪問中，普京支持日本成為聯合國安理會常任理事國，但在領土問題上，兩國仍未達成一致共識。2004年，由於日本自民黨在參議院選舉落敗，情況不利的背景下，小泉決定再提領土問題作為主要問題討論。同年9月2日，小泉訪問南千岛群岛，遭俄羅斯強烈抗議，兩國外交陷入僵局。11月，為打破外交僵局，俄羅斯外長拉夫羅夫稱願遵守日蘇聯合聲明，歸還四島中較小的齒舞群島及色丹島。普京表示贊許，以為訪日造勢。然而，俄羅斯右翼反對派人士表示強烈反對。薩哈林島民眾甚至組織民兵，阻止日本得到四島。極端者更聲稱，若俄羅斯要歸還領土，將會要求普京下台。日本對於俄羅斯僅還兩島亦極為不滿，指稱普京的話全是「蘇聯時期的陳詞濫調」。普京回應說，在日蘇聯合聲明中僅有歸還二島的條款，直到現在俄日領土問題仍未解決。

### 利特維年科事件
2007年7月20日，英國首相戈登·布朗宣布將四名俄羅斯外交官驅逐出境，理由是俄罗斯拒絕交出被控謀殺另一名前間諜利特維年科的前克格勃間諜盧戈沃伊。儘管俄羅斯憲法規定禁止將俄羅斯公民遣送至其他國家，但英國外相米勒班說：「為全歐洲通緝令修改憲法並非史無前例，有一些國家已經做過。」這一言論後被俄羅斯媒體指為「英國試圖要求俄國修憲」。根據一項民調，62%的俄羅斯人反對修憲。對此，英國駐俄羅斯大使布蘭頓回應說，英國並未強迫俄羅斯修改憲法，而只是為了描述遣送盧格沃伊的可能性。普京隨後要求英國官員「修理一下自己的腦子」，又說英國的要求是「殖民時期舊思想的遺毒」。利特維年科的一個朋友曾稱，利特維年科死前指責普京操縱謀殺案。俄媒體後指責這一言論不實，而普京則說：「死人說的話不配被評論。」這一事件被視作俄英關係自1996年間諜事件後最大的衝突。普京後又說：「我們會度過這個小危機。俄英關係仍將平穩前進，無論是俄國人還是英國人都希望兩國關係儘早正常化。」儘管如此，布蘭頓仍被俄羅斯外交部限期10天做出回應，俄羅斯政府還停止為英國官員頒發簽證。俄羅斯也停止了與英國在反恐上的合作。俄羅斯工會主席索金亦稱，在俄投資的英商將會面臨「稅務和條例上的限制，而且他們還會失去政府採購的機會。」有人認為，謀殺案的根源是2003年英國宣布對曾試圖推翻普京政權的俄羅斯富豪別列佐夫斯基提供的政治庇護，而別列佐夫斯基是利特維年科的贊助商。

### 叙利亚内战

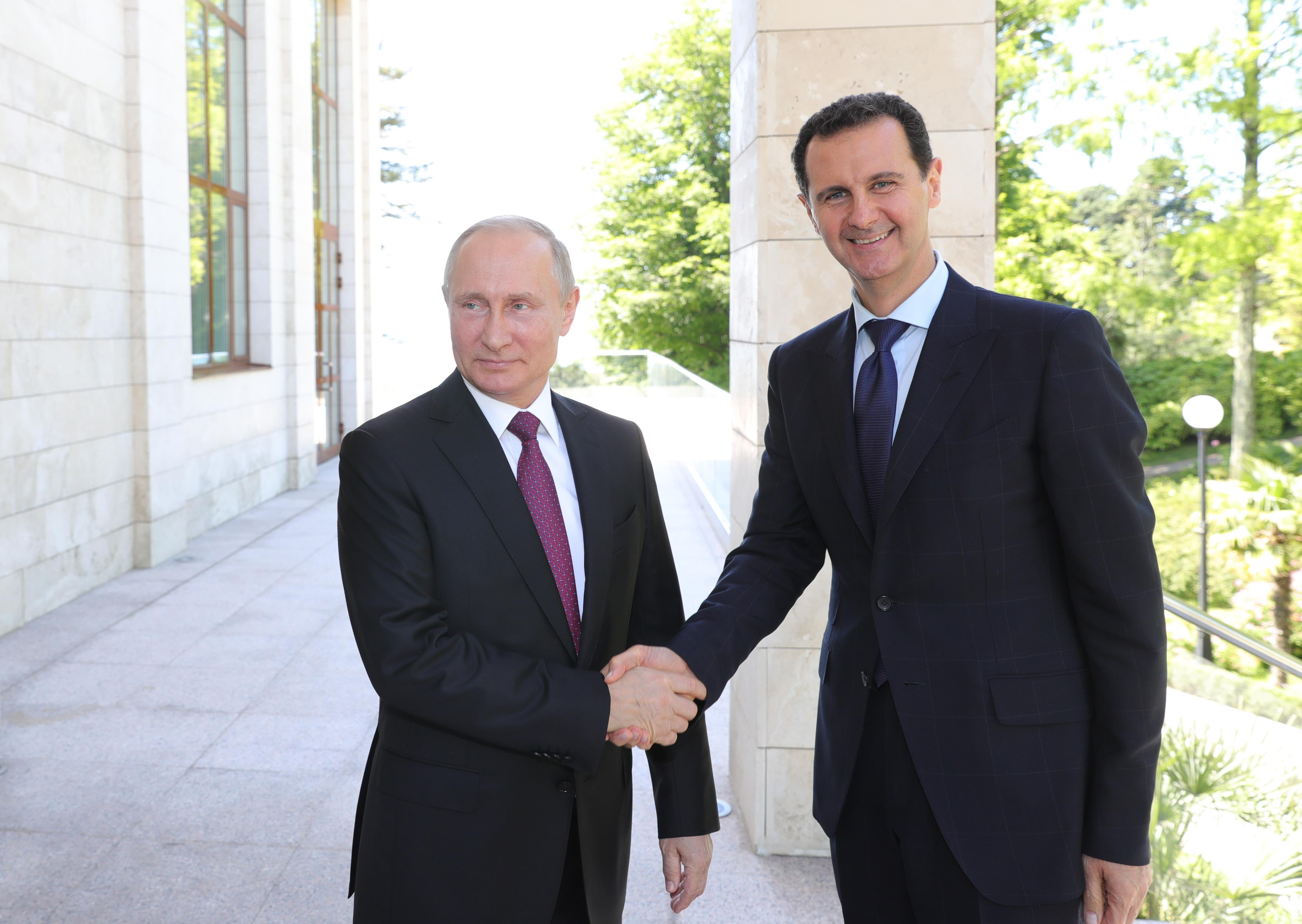
2018年5月17日，普京與敘利亞總統阿薩德在索契會面

叙利亚內戰起源於阿拉伯之春活動和伊拉克戰爭的後續效應，敘利亞總統是親俄派，俄羅斯在中東唯一軍事基地也在敘利亞。俄羅斯以防止伊斯蘭恐怖分子奪得敘利亞後向外擴展並入侵俄羅斯為由，部署向敘利亞出兵，以挽救敘利亞政府。俄羅斯增派戰機和裝備到位於敘利亞港口城市拉塔基亚的俄軍基地，並且與伊朗、伊拉克和敘利亞組成反伊斯蘭國的聯盟，普京由此大幅擴增中東影響力。除了俄羅斯軍隊以外，與普京關係密切的私人軍事服務瓦格納集團亦參與其中。截至2020年3月31日，在俄軍協助下的敘利亞政府控制全國63.57%領土。

### 克里米亚危机

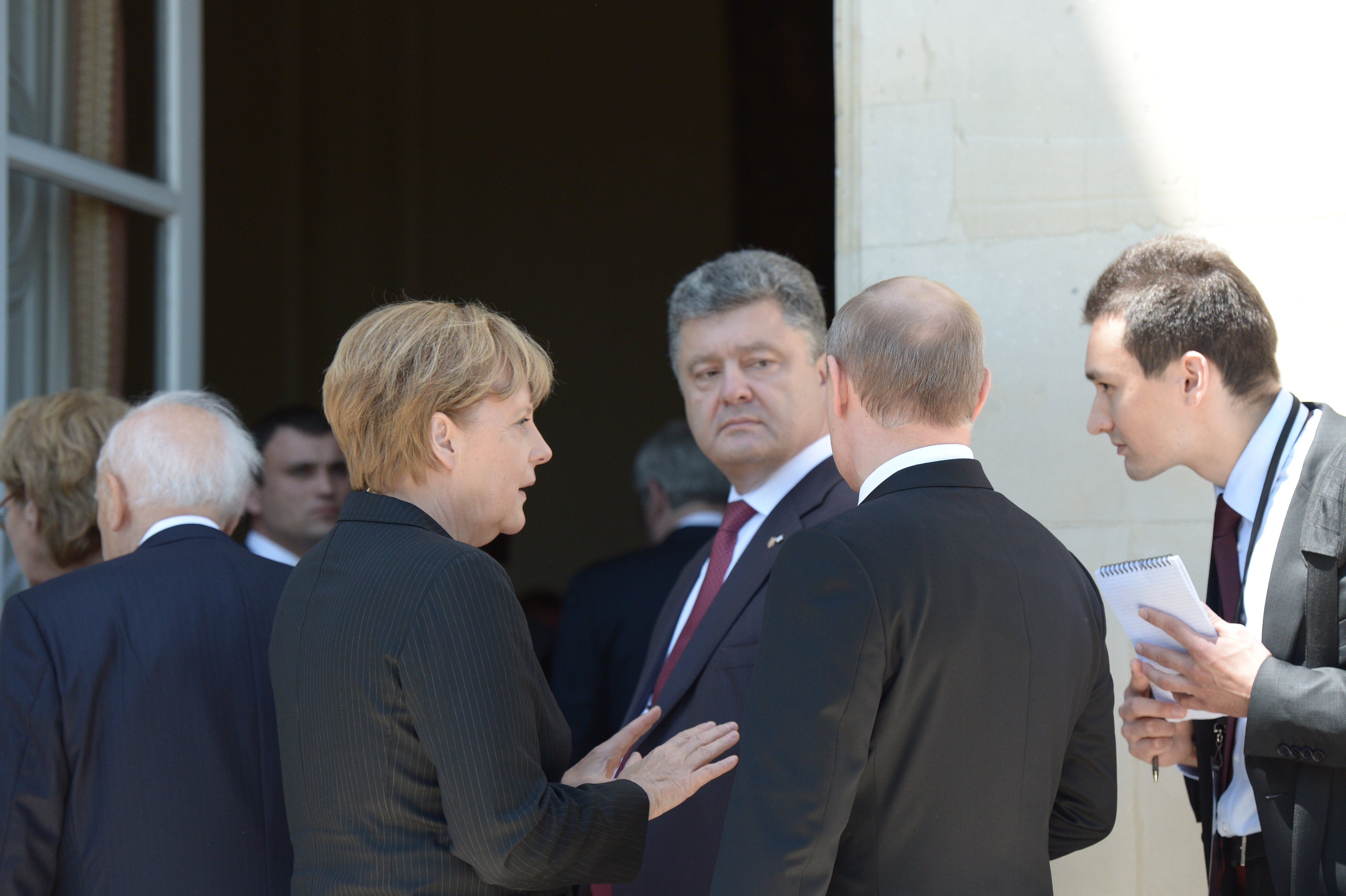
2014年6月6日，普京、德國總理默克爾及烏克蘭總統波羅申科出席D日70周年紀念

2014年3月1日，俄羅斯議會批准總統普京在烏克蘭使用武力，將出動俄羅斯聯邦武裝部隊進駐烏克蘭境內。3月31日，普京签署成立克里米亚事务部的命令，任命萨维利耶夫为部长。
2018年3月11日在拍攝紀錄片時，記者問到在甚麼情況下才會放棄克里米亞。普京即時回答：「什麼？你瘋了嗎？這個選項（放棄克里米亞）從來不存在，將來也不會出現。」以示任何情況下都拒絕克里米亞与烏克蘭合为一体。
2018年5月15日，克里米亞大橋完工，普京主持開幕儀式，親自駕駛砂石車駛過大橋。普丁約二十年前就考取了砂石車等級貨車的駕照，因此駕起來得心應手。

### 全面入侵乌克兰
2021年11月30日，普京就北约在乌克兰加紧行动、部署能命中俄罗斯城市的长距离导弹及导弹防御系统发表谈话，表示有关行为触及克里姆林宫“红线”。他要求美国总统拜登从法律层面保证北约不东扩，或是“在俄罗斯领土附近部署威胁到我们的武器系统”，但被北约和美国拒绝。尽管如此，俄罗斯还是多次重申无入侵乌克兰的计划。
2022年2月，普京表示乌克兰如果加入北约，就会夺回克里米亚地区或亲俄分裂分子控制的顿巴斯地区。2月7日，在与法国总统马克龙的联合记者会上，普京承认不会在乌克兰附近展开新的军事行动。
2022年2月15日，俄罗斯国会下议院国家杜马支持一项承认顿涅茨克人民共和国和卢甘斯克人民共和国为独立国家的法案。2月21日，普京签署法案。2月24日，普京发表电视讲话，宣布向乌克兰展开“特别军事行动”，随后转为全面入侵。英国首相鲍里斯·约翰逊暗示普京可能面临战争罪指控，表示正努力与盟国一同合作，为在乌克兰地区犯下战争罪的人士设立“专门的国际战争罪法庭”。2月25日，美国财政部将普京及拉夫罗夫列入《特别指定国民和被封锁人员》进行制裁，一同被制裁的还包括俄罗斯联邦安全委员会委员。2月28日，加拿大跟進制裁。
俄罗斯外交部其后于3月15日对美国进行反制裁，被制裁人士包括总统拜登、国务卿布林肯、国防部长奥斯汀等13人，他们将无法进入俄罗斯，同时在俄罗斯的资产会被冻结。另外在基輔近郊的小鎮布查出現大量有凌虐痕跡的烏克蘭平民屍體，因為此舉明顯是由俄軍所為且殺害平民依據國際法已經觸犯戰爭罪，因此普丁遭到國際社會要求負起戰爭罪的責任。同年6月9日，乌克兰总统泽连斯基签署一项法令，将包括俄罗斯总统普京在内的35名俄罗斯官员列入该国旅行与金融制裁的黑名单。
9月21日，针对乌克兰在哈尔科夫地区的反攻行动大捷，同时配合顿涅茨克和卢甘斯克地区即将举行的吞并公投，普京发表电视讲话，宣布在俄罗斯发起局部军事动员，动员令即日起施行。据俄罗斯国防部长绍伊古透露，此次军事动员计划调动30万预备役公民。12月20日，普京罕见地承认俄军在领占乌克兰的4个地区上陷入严峻的军事挑战。
2023年3月17日，国际刑事法院以普京在俄羅斯入侵烏克蘭期間的兒童綁架事件中犯下战争罪为由，对他发出逮捕令。3月20日，俄罗斯调查委员会对国际刑事法院的检察官和法官展开刑事调查。同年4月5日，普丁在接受17位新任命的外國大使遞交國書時發表演說，認為「美國支持顏色革命」和2014年的廣場革命是導致「烏克蘭危機」的主因。

### 瓦格纳叛乱
2023年6月23日，普京亲信、雇佣兵组织瓦格纳集团头目普里戈任宣称遭俄军袭击并随后发动兵变，一度占领了罗斯托夫州，沃罗涅日州大片地区并控制了在罗斯托夫的俄南部军区司令部，并令属下部队向首都莫斯科开进。6月24日，普京针对瓦格纳集团发动兵变发表电视讲话，谴责瓦格纳的行为“叛国”，承诺会平息叛乱。6月24日中午，包括普京的伊尔96-300PU专机（RA-96021；RA-96022）在内的多架俄政府专机从莫斯科飞往圣彼得堡。其中RA-96022号还在起飞后不久关闭了ADS-B信号发射。而普京在24日早晨发表指责瓦格纳反叛是“刀刺在背”的讲话后当天再没有公开露面，这使得许多消息来源认为他在瓦格纳集团向莫斯科进军过程中自莫斯科逃往圣彼得堡。当天晚上，普京与普里戈津方面在白罗斯总统卢卡申科的调解下达成协议，瓦格纳集团退兵并同意将部队移驻白罗斯和非洲，之前飞往圣彼得堡的多架俄政府专机也于周六晚至周日陆续返回莫斯科。然而在8月23日，普里戈津及其副手乌特金所乘坐的飞机在从莫斯科前往圣彼得堡途中坠毁，二人皆当场毙命。瓦格纳集团所属的Telegram频道随即表示如果普里戈津之死被确认，瓦格纳将再次发动向莫斯科的“正义行军”。

## 个人生活

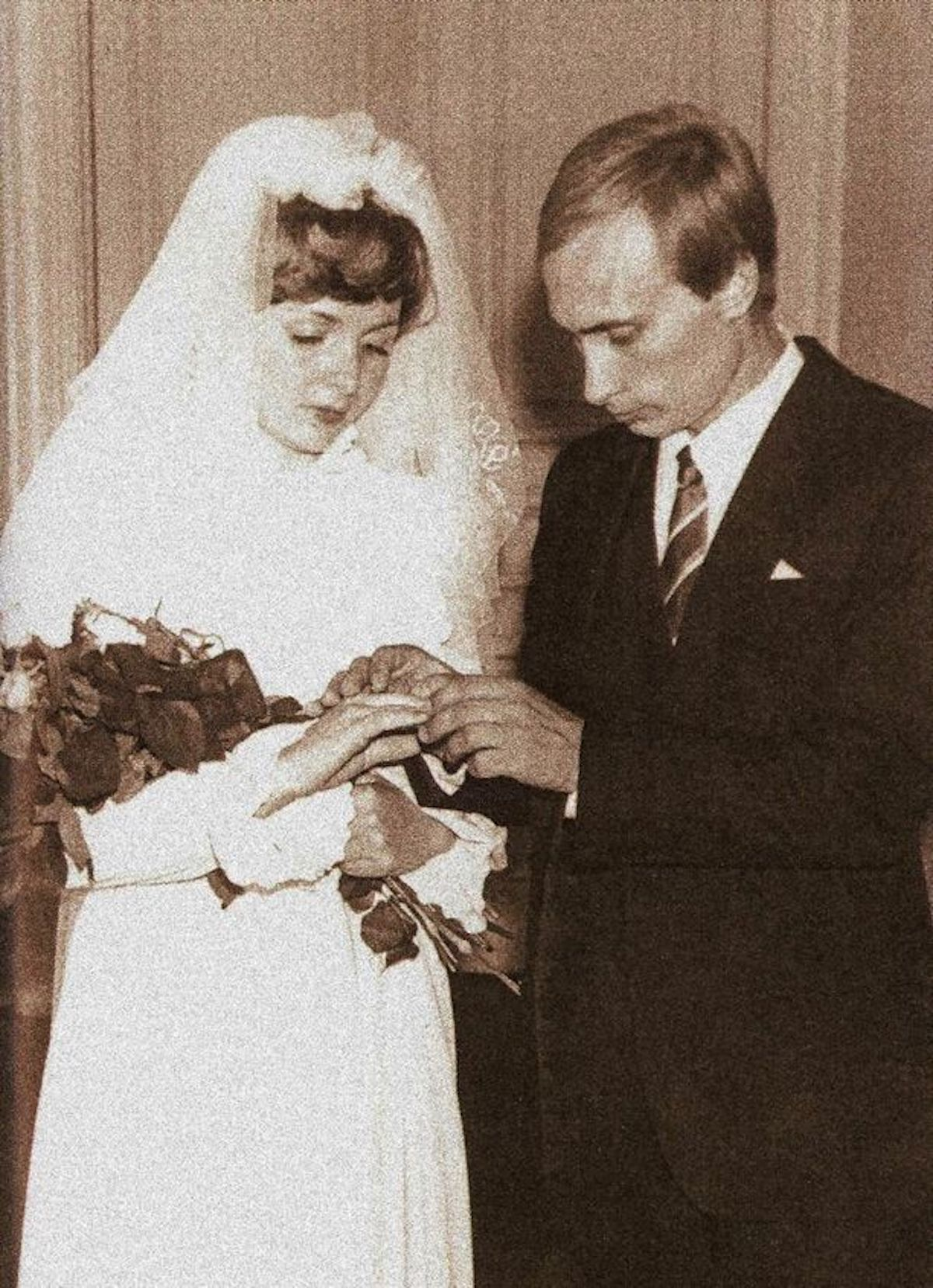
1983年7月28日，普京與柳德米拉在婚禮上

1983年7月28日，普京與柳德結婚。柳德米拉1958年1月6日生於加里寧格勒，曾任空服員，當時是列寧格勒大學語言系西班牙語組的大學部學生。普京夫婦的長女瑪麗亞生於1985年，小女兒葉卡捷琳娜生於1986年。2013年6月6日，夫妇二人在克里姆林宫观看芭蕾舞演出后宣布，他们决定离婚。2008年4月，俄罗斯报章《莫斯科记者报》在其网站报道俄罗斯艺术体操运动员卡巴耶娃与普京之间存在感情并计划结婚，不过普京否认该报道。另有情妇克里沃诺吉赫，两人于普京出任圣彼得堡市长时结识，2003年生下女儿伊丽莎白。根据国际调查记者同盟揭秘的潘朵拉文件，斯维特兰娜在伊丽莎白出生半年后，通过个人在摩纳哥蒙特卡罗设立的离岸公司，在当地买下赌场附近的一间四层楼高的豪宅，时值310万美元。负责为她设立离岸公司Moores Rowland的是普京好友、俄罗斯寡头季姆琴科及英国人麦格雷戈，其中季姆琴科于2014年不顾美国针对克里米亚危机对俄罗斯的制裁，利用个人在瑞士成立的贸易公司Gunvor向俄罗斯出口石油，结果被奥巴马政府制裁。在普京的帮助下，斯维特兰娜陆续在家乡圣彼得堡及莫斯科购买房产，还有游艇及其他资产，身家估计超过1亿美元。
普京的父親是一名「模範共產黨員」，「他堅信共產主義並試圖將它應用於日常生活」。由於父親的貢獻，普京成為了核心黨員的秘書，並在學習了共產主義課程後加入了工廠的黨支部。儘管普京的父親是一名無神論者，但是普京的母親是一名堅定的俄羅斯正教會信徒（東正教當時正在被蘇聯政府打壓）。普京的母親並不在家中進行宗教活動，但她經常參與教會活動。她在普京小時便教導他基督宗教思想，普京的父親儘管對此事心知肚明，卻沒有進行干涉。1993年，普京的妻子遭遇了一次車禍后受伤，且一場大火燒毀了他們的房屋。這一事件使得普京成為了一名東正教徒。在他一次訪問以色列前，他的母親給了他一個十字架並囑咐他戴上。後來普京回憶說：「我遵照她說的做了，將十字架戴在脖子上。從那以後，我再也沒摘過它。」
在思想方面，普京将自己对乌克兰的侵略与俄国皇帝彼得一世相提并论，辩称其责任是夺回属于俄罗斯的土地。
普京最喜愛的運動是柔道。他在14歲時習武，當時他練習俄羅斯傳統的桑搏防身術，爾後轉為相近於俄國桑搏的日本柔道，並一直練習至今。普京在列寧格勒的柔道競賽中曾獲得過冠軍。普京曾與他人合著一本名為《與弗拉基米爾·普京練習柔道》的書，英譯版名為《柔道：歷史、理論與練習》。普京並非第一個練習柔道的國家領導人，但他在柔道方面取得的成就是其他領導人難以相比的。他目前是黑帶六段，且很擅長掃腰摔。普京也是柔道與桑搏的「體育大師」（蘇聯體育頭銜之一）。此外，普京还喜欢滑雪、冰球和赛车，每天几乎游泳1,000米。由於他在行走時右臂的擺動幅度明顯小於左臂，他一度被懷疑有帕金森症，不過被英國醫學期刊認為是克格勃探员所使用的「枪手步態」。普京一直以硬汉政治家形象深受世界民众的欢迎。而中国中央电视台记者水均益在索契冬奥会采访时曾询问普京退休后是否会拍攝电影，但普京否认了记者的询问，他退休后想打冰球。
而飲食方面，根據報導，普京很喜愛食魚。此外，普京對煎烤類食品亦有特別愛好。另有媒体报道，普京亦喜欢收藏手表。他還有飼養多隻狗。

## 评价与公众形象

### 积极评价

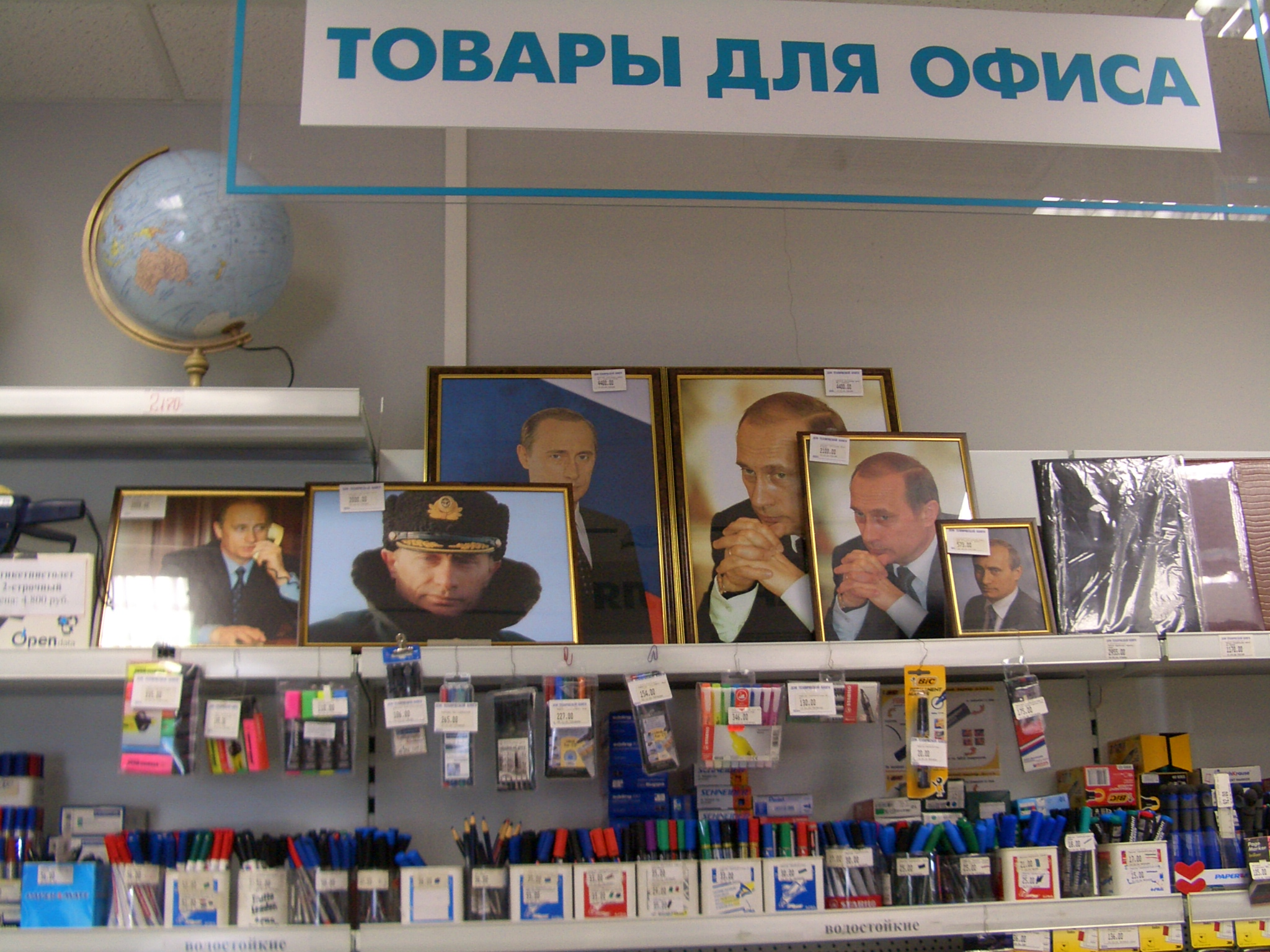
普京的形象遍及俄羅斯街巷

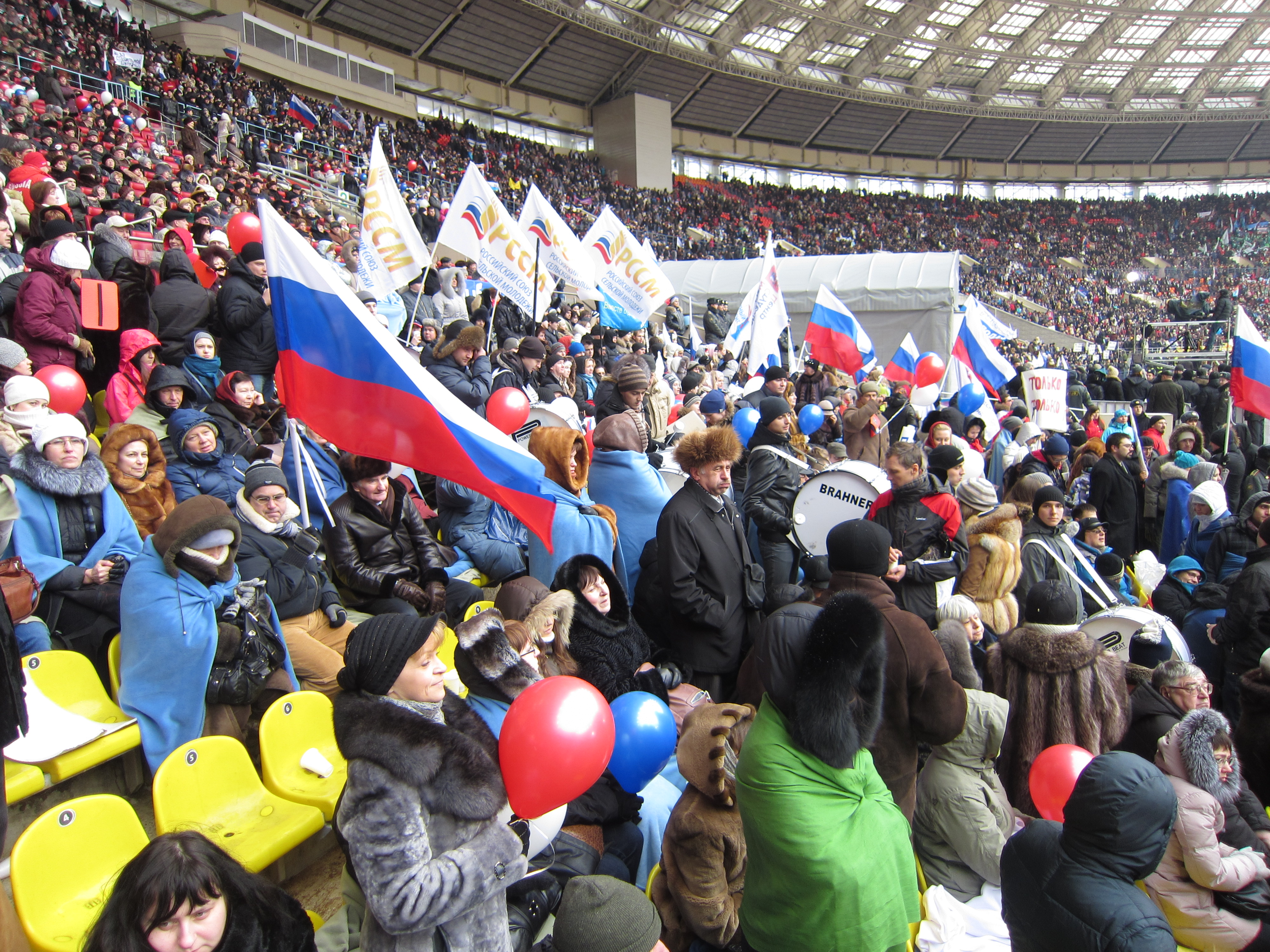
2012年2月23日，在莫斯科的普京支持者集会

俄罗斯莫斯科市长索比亚宁评价普京：“真正的男子汉和一名强而有力的领袖”。
传记作者克罗波克评价普京：“从许多方面来看，普京是俄罗斯民族意识的具体体现。在过去100年中，我们从来没有一个领导人能够像普京一样如此接近俄罗斯灵魂。”俄羅斯著名評論家帕維洛夫斯基說，他的電台不會有批評普京的言論，因為他喜歡普京。
一項民調顯示，截止到2007年11月，普京的支持率高達84%，位列世界第一。他的支持率在1999年8月只有31%，但11月時已達80%，從那以後再沒有跌過65%。分析人士認為，普京的高支持率主要來源於他任期內民生的顯著提高和俄羅斯重獲世界發言權的事實。普京獲高支持率的另一原因是大多數俄羅斯人經歷了蘇聯解體後，對西方國家感到極大的失望，因此他們不再相信傾西方的民主派政治家，而這些人在普京任內也受到了很大的打壓。
非政府機構列瓦達中心於2007年6月進行的民意調查顯示，普京的支持率是81%，是該段時期世界上民望最高的領導人；據全俄輿情研究中心於2012年的調查，在俄國人心中，普京的聲望高於20世紀以來俄國、蘇聯其他領袖。普京支持率在他的第一個總統任期內從來沒有跌破65%，但在2013年1月，他的支持率下滑至62%，是自2000年以來的最低點；觀察家認為，普京的高支持率是因為他擔任總統期間俄羅斯的生活水平顯著改善，又在世界舞台上重新抬頭。
由美國和列瓦達中心在俄羅斯各地2006年6—7月的聯合調查顯示，世界輿論指出無論是俄羅斯還是美國民眾，也相信俄羅斯正朝著一個反民主的方向，但俄羅斯人普遍支持普京和他的團隊的政治進程。2005年的一項調查顯示，俄羅斯人認為該國在普京的統治下比葉利欽和戈爾巴喬夫年代更民主，人權思想亦更好。
列瓦達中心在俄烏戰爭後舉辦了民意調查，顯示普京的支持率達到83％，處於4年來最高水平。勒瓦達中心採取自主調查活動，信息的可靠性被認為比較高，同時勒瓦達中心也被俄羅斯當局認定為外国代理人。

### 负面评价

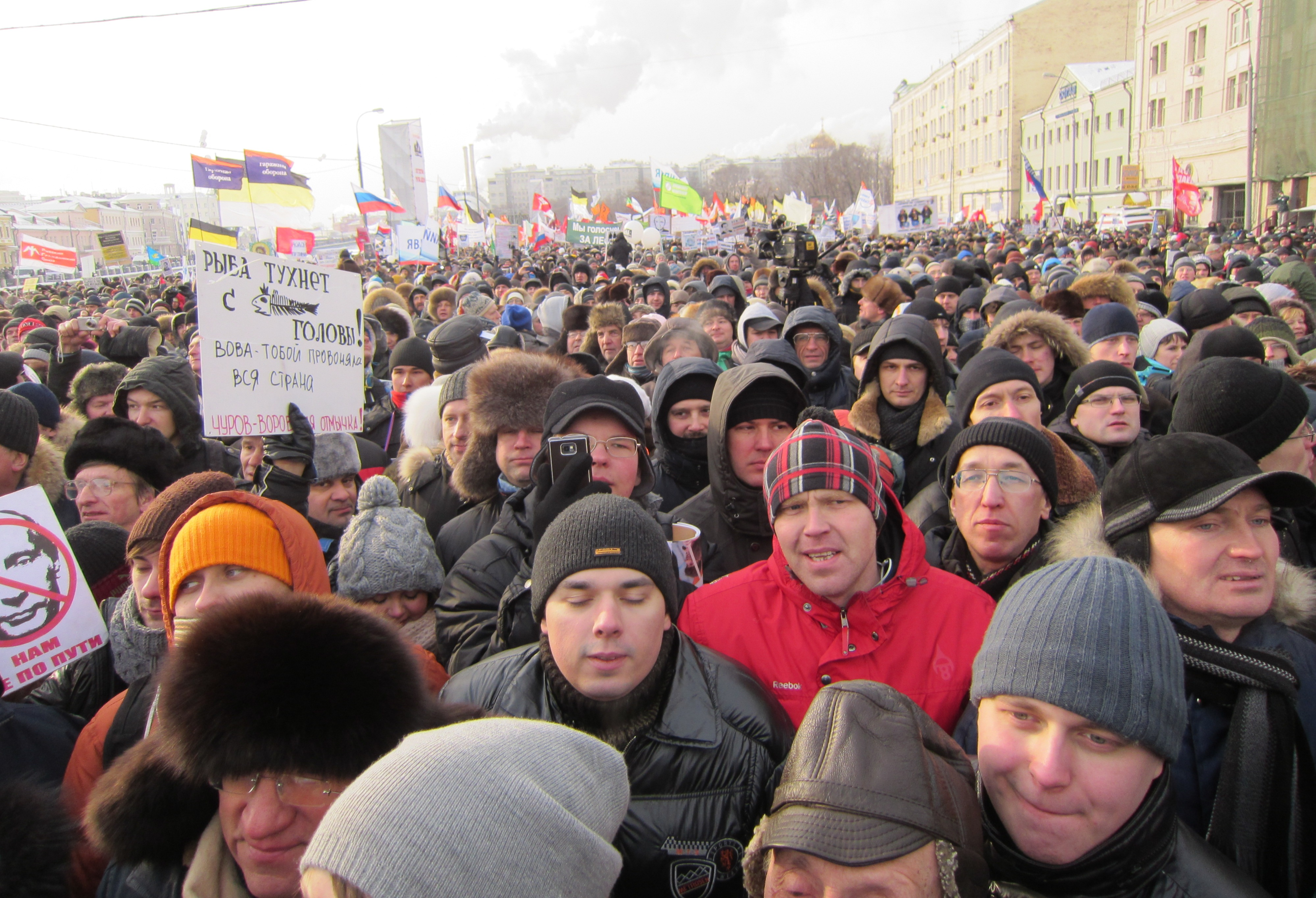
2012年2月4日，在莫斯科的反普京示威

他所帶領的政府被反對派、西方政府和欧美人權組織質疑，尤其是他在任內所主導的第二次車臣戰爭、頓巴斯戰爭、克里米亞戰爭、南奧塞提亞戰爭、俄乌战争及叙利亚内战中，展現出強硬態度，以及国内经济体制改革中出现的寡头化等问题。普京對共产主义者評價偏向負面，于2009年12月在俄罗斯国家电视台評論苏联共产党第一任总书记斯大林：“很难被非黑即白地评价，很难说他的一生是功是过。”；而俄罗斯联邦共产党、比俄共更加亲近斯大林主义的苏联共产党俄罗斯共产主义工人党、全联盟共产党布尔什维克以及第三位置政党俄罗斯民族布尔什维克党基本上都对普京持负面评价。

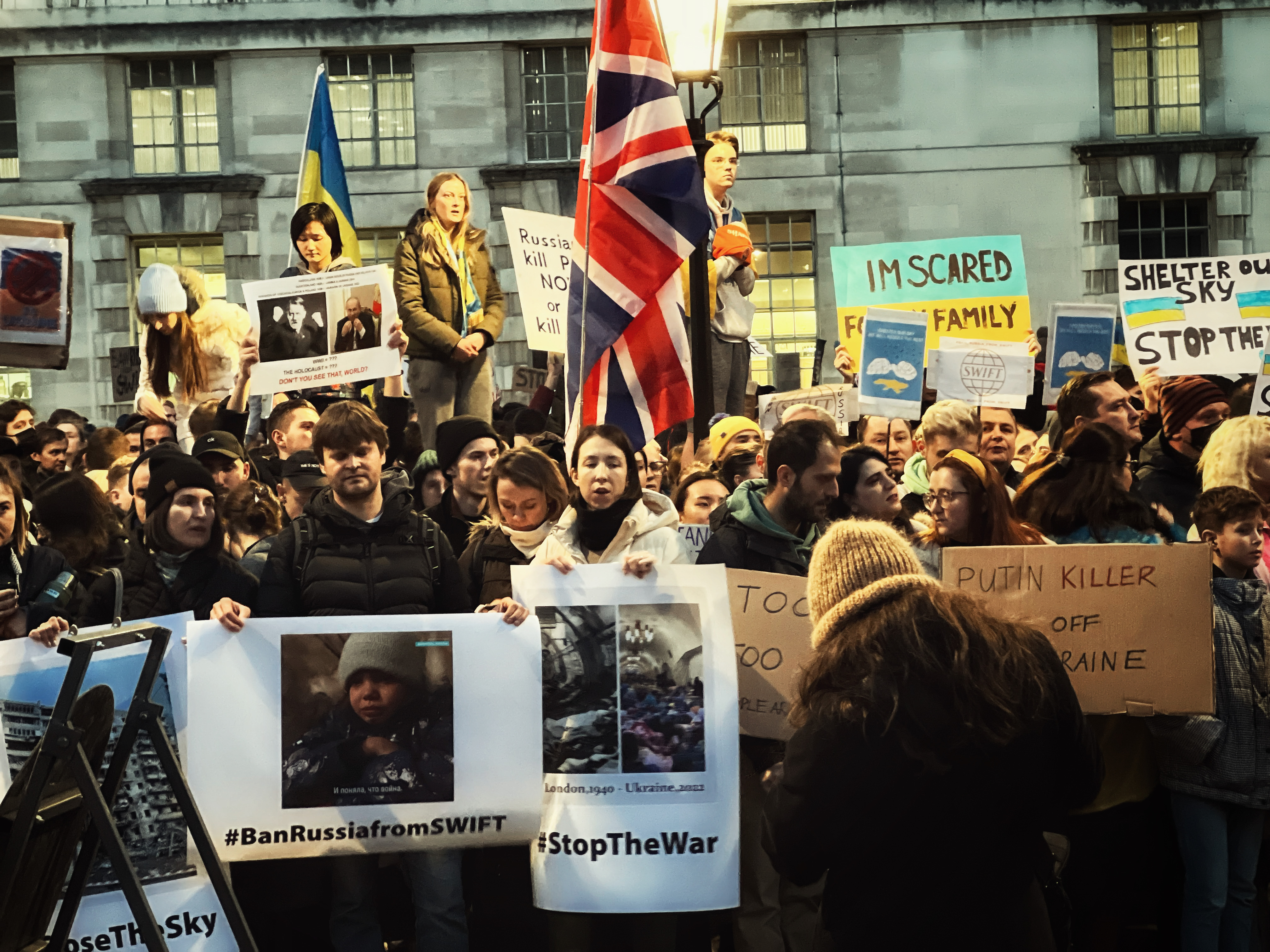
2022年2月，英国伦敦的反战游行

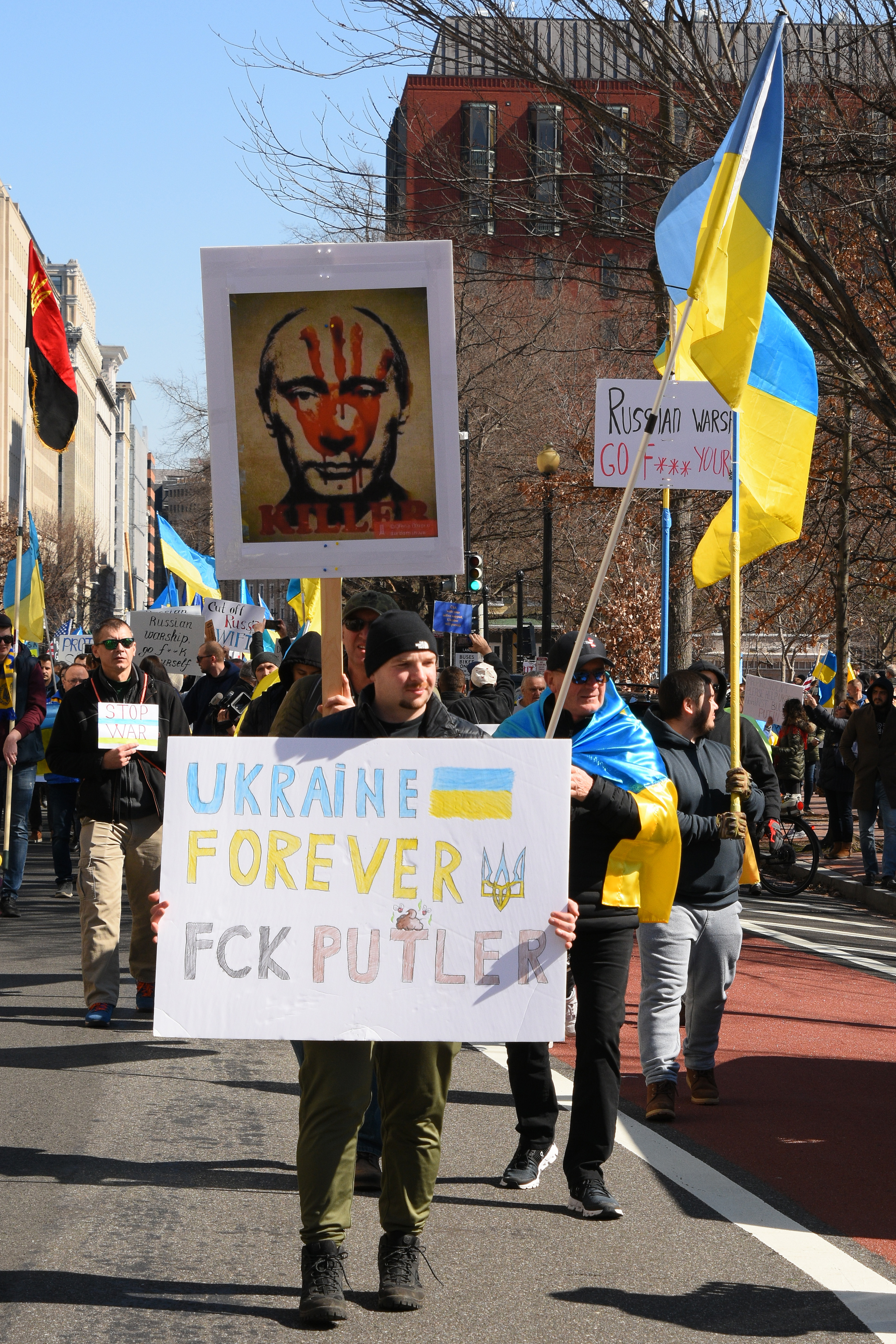
普京下令侵略乌克兰后受到猛烈抨击。图为抗议者发起反战运动

2004年1月，美國國務卿鮑威爾在訪俄時指出，普京壓制反對派媒體，逮捕支持反對黨派的財閥，這是「民主倒退」的體現。美国第43任总统小布什卸任后在个人自传《抉择时刻》评价世界各主要国家领导人时写到“有时候，他骄傲自大，有时候，他又充满了魅力，但更多的时候，他表现得太过强硬”。
2009年12月，俄羅斯共產黨主席久加諾夫在评价普京执政10年的功过时说：“从重大的经济及国家政策的角度讲，与上一个十年相比，现行（普京的）执政团队并没有巩固国家，反而是进一步搞坏了国家，进一步削弱了国家。普京政权仅仅是前政权（叶利钦政权）的变种而已，其威望在许多方面只是靠空洞的言辞说教来维持的，其所作所为实际上进一步加深了上世纪90年代所建立的犯罪性的资本主义制度的危机；挽救国家的唯一出路是采纳俄共的社会经济改革纲领，在俄罗斯重新恢复社会主义原则。”
2012年8月，女子朋克乐队暴動小貓三名成员因在教堂进行反普京抗议而获刑两年，这个审判事件被一些俄罗斯人认为類似苏联时期的作秀審判和恐吓手段，“民主状况较15年前明显恶化，”“我们正在朝独裁与极权主义迈进”。8月28日，俄反对派领导人鲍里斯公布了一份32页的报告——《囚犯的生活》，披露普京拥有58架飞机和直升机，20座奢华的房子。而据收集普京出席活动时拍摄的照片统计，普京至少佩戴过11块豪华手表，其总价值约70万美元。鲍里斯在报告中写：“促使普京继续掌权的最重要的原因之一就是，权力能给他带来他已经习惯的富贵奢华的环境。在一个国家，在还有2,000多万人只能勉强度日的情况下，总统的奢华生活是对整个社会的公然挑衅和嘲讽。我们绝对不能容忍这种情况。”
2011年12月，俄罗斯某左翼网民制作名为“没有苏联的二十年”的短片，反映出俄罗斯国内各左翼政党与前苏联共产党支持者——如俄罗斯联邦共产党和比俄共更加亲近斯大林主义的俄罗斯共产主义工人党、全联盟共产党布尔什维克以及第三位置政党俄罗斯民族布尔什维克党，基本上都反感与厌恶普京，称普京是“叶利钦的亲西方、卖国和对本民族进行种族灭绝政策的延续者”。
英國王儲查爾斯於2014年5月在加拿大哈利法克斯的二戰紀念館參觀，與一位曾經受到納粹德國迫害的猶太裔紀念館義工交談時，批評俄羅斯吞併克里米亞，查爾斯稱「普京目前在烏克蘭的作為，猶如二戰期間的希特勒。」
第十四世达赖喇嘛2014年8月在接受德国记者专访时批评普京是以自我为中心，认为普京想要“重建柏林墙”。
美国《纽约时报》批评，在俄羅斯經濟中出現一組新的巨商集團，並明顯地控制住俄羅斯的整體經濟情況，這與普京本人有密切的關係。包括阿布拉莫維奇、傑里帕斯卡、普羅霍羅夫以及科瓦利丘克等人。英国广播公司批評普京於總統任期內塑造一種個人崇拜的價值觀。
普京执政的二十年间一直与东正教保持紧密的联系，并试图使俄罗斯远离西方价值观，包括对同性恋和性别流动性的自由态度。2013年，俄罗斯将同性恋定为非刑事罪，普京签署了一项立法，禁止“宣传非传统性关系”，表示是促进传统俄罗斯价值观超越西方自由主义的一部分。法案规定，若俄罗斯公民向未成年人提供有关同性恋，双性恋和变性者社区信息的人，或举行同性恋集会，将处于高额4,000英镑罚款和拘留最多14天，若是外国民众则可驱逐出境。引起LGBT团体和国际人权组织广泛批评，认为普京已经违反了俄罗斯根据《公民权利和政治权利国际公约》以及欧洲安全与合作组织对人权和基本自由的承诺。

## 著作
代表作
- 《千年之交的俄罗斯》1999年12月30日
- 《斯大林格勒战役的现实战略意义》2003年2月2日在纪念斯大林格勒战役60周年庆祝大会上的讲话
- 《强大是俄罗斯国家安全的保证》2012年2月20 日
- 《论俄罗斯人和乌克兰人的历史统一》2021年7月12日俄罗斯政府网站

专著
- 《论国际法中的最惠国原则》（大学毕业论文）1975年
- 《在市场关系形成条件下本地区矿业基地改造的战略计划》（副博士论文）1996年

文集
- 《普京文集——文章和讲话选集》，收入1999—2002年的116篇著作。中文版江泽民作序，2002年中国社会科学出版社。
- 《普京文集（2002—2008）》，收录近80篇著作。中文版胡锦涛作序，2008年中国社会科学出版社。
- 《普京文集（2012—2014）》，收录43篇著作。中文版王毅作序，2014年世界知识出版社、华东师范大学出版社。

自述
- 《普金自述：第一人》2002，中文版2002辽宁人民出版社。采访问答，普京回答三名采访者从出生到政治家的问题。

## 獎項和榮譽

### 荣誉称号及学位
- 國際柔道聯盟榮譽會長（2022年3月被撤銷[209]）
- 清华大学名誉博士学位（2019年颁发[210]）

## 争议

### 关于普京宫的争议

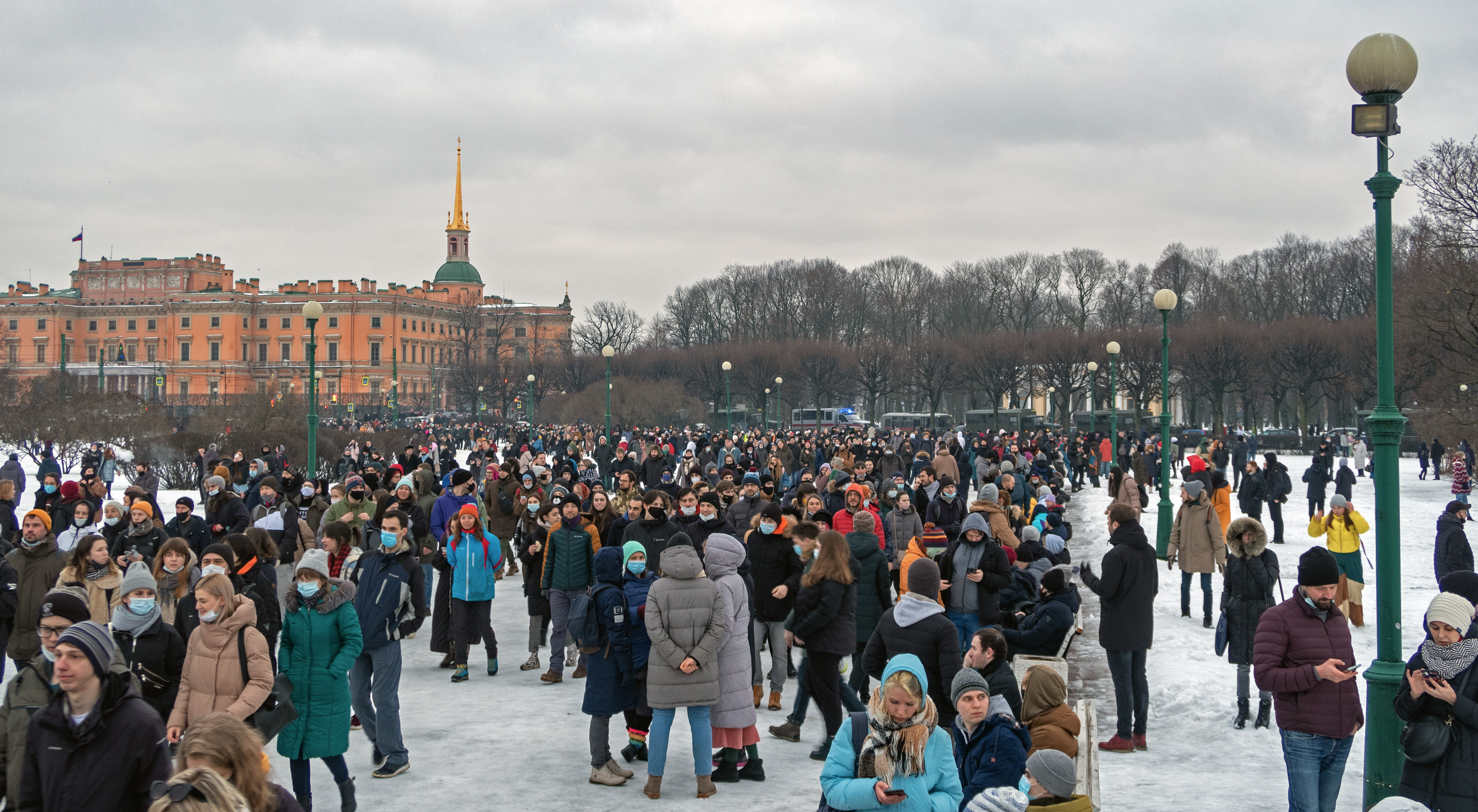
消息曝光后，俄境内因普京宫争议爆发2021年俄罗斯反普京示威

2010年，俄罗斯商人科列斯尼科夫在向时任总统梅德韦杰夫发表公开信后透露，他是普京委托修建黑海豪华宫殿的建设者，表示其宫殿是通过腐败，贿赂和盗窃的结合，要求梅德韦杰夫彻查，以向俄罗斯民众表明，包括普京在内，法律面前人人平等。不过普京的发言人驳回了这一指控。该宫殿后来被商人波诺马连科购买后，2014年科列斯尼科夫透露，该物业由一家塞浦路斯公司所有，而该公司又由在英属维尔京群岛注册的公司所有，表示没有人真正知道那个宫殿的最终受益者是谁。
2021年1月19日，纳瓦利内团队的反腐败基金会（FBK）发布一段他在德国疗养时录制长约两小时的调查纪录片，指控俄罗斯总统普京秘密在位于黑海格连吉克沿岸，透过贿赂资助，建造了价值10亿美元的奢华宫殿。FBK表示，其报告是基于对承包商的采访，蓝图和可公开获取的文件，纳瓦利内在影片中声称这处豪宅为「全球最贵宫殿」，占地面积约1万7691平方公尺，为摩纳哥国土面积的36倍。FBK也引用图纸，官方文件和航拍照片，详述豪宅内的设施，包括溜冰场、葡萄园、教堂、圆形剧场、剧院、赌场和直升机停机坪等。克里姆林宫发言人佩斯科夫驳斥纳瓦利内的报告，强调该宫殿与总统或克里姆林宫无关，并指该纪录是陈词滥调，指该指控最初是由一名与普京有联系的商人科列斯尼科夫于2010年提出的：「我不清楚有关调查，很多年前，我们已经解释了普京在格连吉克没有宫殿」。隔日，佩斯科夫再次表示「该指控都是毫无根据的主张。纯粹是胡说八道」。

## 軼事
- 1988年5月，美国总统里根访问苏联，在莫斯科红场被拍下一张照片。在照片中有里根一行与一大一少两名男游客，里根正与少年游客握手。拍照的美国总统专职摄影师皮特声称，脖子上挂着相机，站在少年背后的男子正是时任克格勃要员的普京[215]。
- 在美國副總統切尼指責普京後，普京回答說：「你們副總統的言論，似乎可以和失敗的狩獵相比。」（切尼曾在打獵時誤傷他人，此處被普京拿來取笑。）[216]
- 對於小布什在第32屆八國峰會後記者招待會上批評俄羅斯民主問題，普京說：「讓我跟你老實說罷，俄羅斯人壓根就不想要伊拉克那種民主。」[217]据小布希自传回忆，两人的第一次见面，普京曾因自称浑身充满热血而遭反驳为「不，弗拉基米尔，你是个冷血动物」[192]
- 普京在批評美國進攻伊拉克後，又說：「不過話說回來，如果美國就此拍屁股走人，而不在伊拉克建立一個有秩序的政府機關，那它就犯下又一個錯誤了。」[218]
- 普京曾乘坐過，甚至是驾驶过战斗机。2000年曾乘坐苏-27战斗机視察車臣，2005年还坐上了图-160战略轰炸机的机长位置去北方视察军事演习。[219]
- 由於普京喜愛打獵、格鬥以及駕駛多種載具的經歷，日本漫畫家馬場康誌以此為靈感創作出了連載漫畫《騎乘之王》，漫畫主角亞歷桑德·普魯契諾夫即是以普京做為樣本。普魯契諾夫是中亞普魯吉亞共和國的終身大總統，心中充滿「駕馭」（騎乘）一切事物的欲望。一日普魯契諾夫遭恐怖分子暗殺，暗殺行動雖然失敗，但導致普魯契諾夫轉生到異世界，並在異世界開始他的「騎乘」之旅。
- 普京在国内曾通过立法禁止民众使用「战争」来描述自2022年2月24日俄羅斯入侵烏克蘭的作战，并一直将俄军在当地的冲突定义为特别军事行动，许多反战人士也因此遭到政府起诉。不过在莫斯科经历入侵乌克兰将近10个月后，普京于12月23日一次政府会议的新闻发布会上首次承认，俄罗斯与乌克兰的冲突实际上都是一场「战争」。事后有一位持反战观点而逃离该国的俄罗斯议员对此象征性地向俄罗斯总检察长致信，要求起诉普京[220][221]。

## 外部連結
- 普京个人官方网站
- 俄罗斯总统官方网站（页面存档备份，存于） （英文）
- 新華網資料：俄羅斯聯邦總統普京 （页面存档备份，存于）
- 新華網專題：普京 （页面存档备份，存于）
- 普京-观察者网-中国关怀 全球视野 （页面存档备份，存于）
- C-SPAN內的頁面（英文）

| 政府职务                                  | 政府职务                                         | 政府职务                                |
| ----------------------------------------- | ------------------------------------------------ | --------------------------------------- |
| 前任： 鲍里斯·叶利钦                      | 俄羅斯聯邦安全局局長 1998年7月25日—1999年3月29日 | 繼任： 尼古拉·帕特鲁舍夫                |
| 前任： 谢尔盖·瓦季莫维奇·斯捷帕申         | 俄罗斯总理 1999年8月9日—2000年5月7日             | 繼任： 米哈伊尔·米哈伊洛维奇·卡西亚诺夫 |
| 前任： 鮑利斯·葉爾欽                      | 俄罗斯总统 2000年5月8日—2008年5月7日             | 繼任： 德米特里·梅德韦杰夫              |
| 前任： 维克托·祖布科夫                    | 俄羅斯總理 2008年5月8日—2012年5月6日             | 繼任： 德米特里·梅德韦杰夫              |
| 前任： 德米特里·梅德維傑夫                | 俄羅斯總統 2012年5月8日—                         | 現任                                    |
| 前任： 德米特里·梅德維傑夫                | 俄羅斯聯邦安全會議主席 2012年5月8日—             | 現任                                    |
| 政党职务                                  |                                                  |                                         |
| 前任： 鲍里斯·维亚切斯拉沃维奇·格雷兹洛夫 | 統一俄羅斯主席 2008年1月1日—2012年5月6日         | 繼任： 德米特里·梅德維傑夫              |
| 外交職務                                  |                                                  |                                         |
| 前任： 托尼·布莱尔                        | 八大工業國組織主席 2006年                        | 繼任： 安格拉·默克爾                    |
| 榮銜                                      |                                                  |                                         |
| 前任： 你                                 | 時代年度風雲人物 2007年                          | 繼任： 贝拉克·奥巴马                    |